# Vittoria del Regno Unito
Vittoria (Alexandrina Victoria; Kensington Palace, 24 maggio 1819 – Cowes, 22 gennaio 1901) è stata regina del Regno Unito di Gran Bretagna e Irlanda dal 20 giugno 1837 e Imperatrice d'India dal 1876 fino alla sua morte. Il suo lunghissimo regno è conosciuto come età vittoriana.
Vittoria era la figlia del principe Edoardo, duca di Kent e Strathearn, quarto figlio maschio del re Giorgio III. Sia il duca sia il re morirono nel 1820, e Vittoria crebbe sotto la supervisione di sua madre, la principessa tedesca Vittoria di Sassonia-Coburgo-Saalfeld. Ereditò il trono a diciotto anni, dopo la morte senza discendenza legittima dei suoi tre zii paterni. Il Regno Unito era già in quell'epoca una monarchia parlamentare stabile, nella quale il sovrano aveva pochi poteri politici diretti. In privato, Vittoria cercò di influenzare il governo e la nomina dei ministri, in pubblico si convertì in un'icona nazionale e nella figura che incarnava il modello di forti valori e una personale morale tipica dell'epoca.
Si sposò con suo cugino, il principe Alberto di Sassonia-Coburgo-Gotha, nel 1840. I suoi nove figli e venti dei suoi quarantadue nipoti si sposarono con altri membri dell'aristocrazia e della nobiltà europea, unendole tra loro. Ciò le diede il soprannome di «nonna d'Europa». Dopo la morte di Alberto, nel 1861, Vittoria incominciò un lutto religioso in cui evitò di apparire in pubblico. Come risultato del suo isolamento, il repubblicanesimo acquistò forza per un po' di tempo. Nella seconda metà del suo regno, però, la sua popolarità aumentò, e i suoi giubilei d'oro e di diamante furono festeggiati in tutto il regno.
Il suo regno, durato 63 anni, sette mesi e due giorni, è il secondo più lungo di tutta la storia britannica, superato solo dalla sua trisnipote Elisabetta II, e si conosce come epoca vittoriana; fu un periodo di sviluppo industriale, culturale, politico, scientifico e militare nel Regno Unito e fu segnato dall'espansione dell'Impero britannico. Vittoria fu l'ultima sovrana britannica del Casato di Hannover, appartenendo il figlio e successore Edoardo VII alla casata del padre, Sassonia-Coburgo-Gotha.

## Biografia

### Infanzia

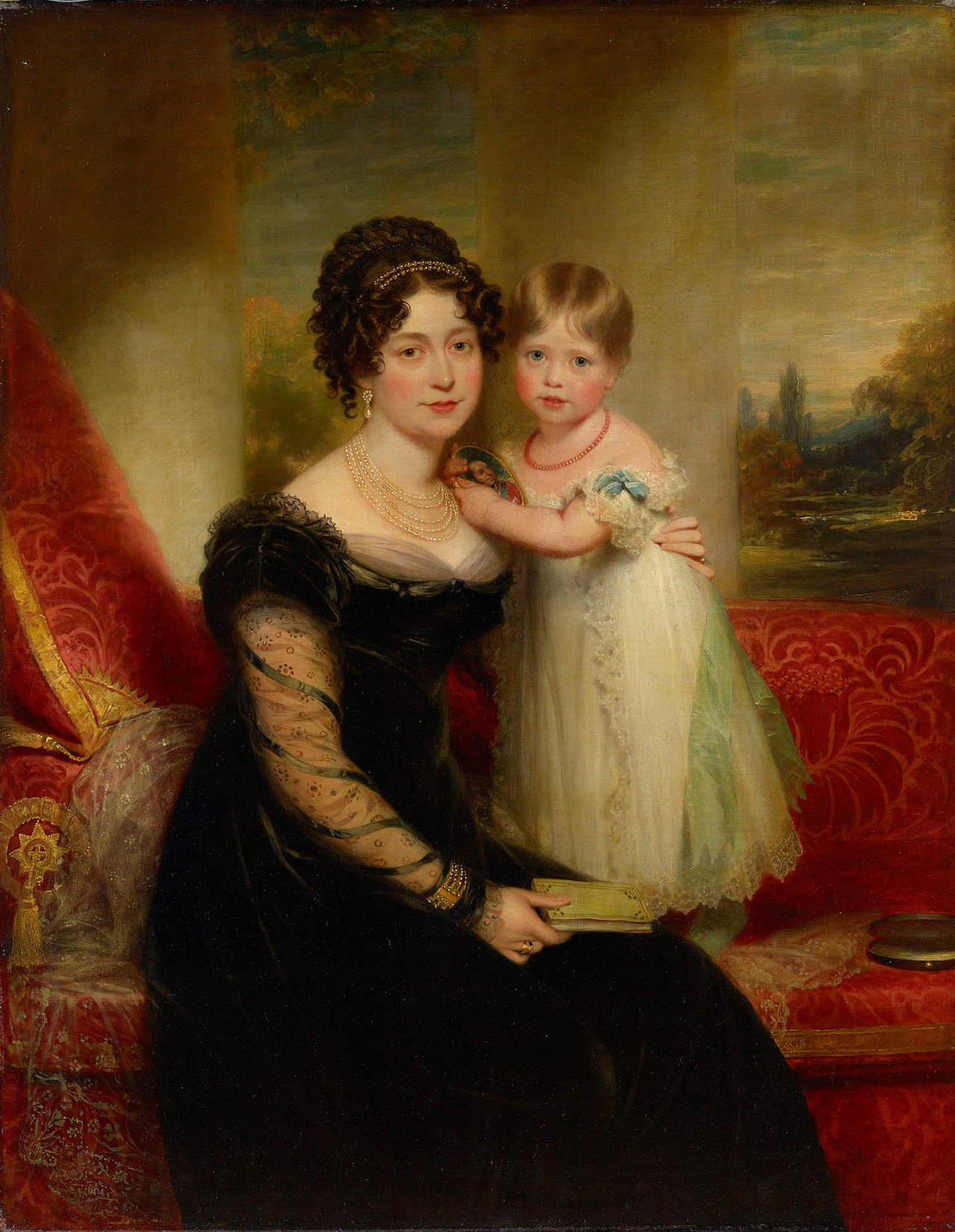
La duchessa di Kent con la principessa Vittoria, William Beechey (1821)

Il padre di Vittoria, il principe Edoardo Augusto, duca di Kent e Strathearn, era il quarto figlio maschio del re Giorgio III, e, come molti dei suoi fratelli, non si era sposato da giovane; l'aveva fatto solo il primogenito, il futuro re Giorgio IV, che ebbe però solo una figlia, la principessa Carlotta Augusta di Galles.
Quando questa morì di parto nel 1817, gli altri figli di re Giorgio III si affrettarono a sposarsi e ad avere figli per assicurare un erede al re. A cinquant'anni il duca di Kent e Strathearn si sposò con la principessa Vittoria di Sassonia-Coburgo-Saalfeld, vedova di Emilio Carlo, principe di Leiningen, nonché sorella del principe di Sassonia-Coburgo-Saalfeld, vedovo della principessa Carlotta. Vittoria, la sola figlia della coppia, nacque a Kensington Palace, a Londra, nella notte del 24 maggio 1819 alle ore 4:15.
Con grande dispiacere del duca di Kent, che avrebbe preferito il nome Elisabetta, la bambina fu chiamata Alessandrina Vittoria, in quanto il Principe reggente (a breve Giorgio IV), sempre desideroso di irritare il fratello minore, aveva invitato a fare da padrino lo zar Alessandro I di Russia. Tuttavia, dalla nascita venne formalmente chiamata Sua Altezza Reale la Principessa Vittoria di Kent, ma in seno alla famiglia venne chiamata Drina.
Alla nascita Vittoria era la quinta nella linea di successione dopo il padre con i suoi tre fratelli maggiori, rispettivamente il Principe reggente, il duca di York e il duca di Clarence, ma nessuno degli zii della principessa riuscì ad avere un erede (il Principe reggente e il duca di York erano in contrasto con le mogli, mentre le due figlie del duca di Clarence, Carlotta ed Elisabetta, erano morte poco dopo la nascita).
Suo padre morì di polmonite otto mesi dopo la nascita di Vittoria; il nonno, re Giorgio III, morì pazzo e cieco meno di una settimana dopo. Lo zio della principessa Vittoria, il Principe di Galles, ereditò la corona diventando re Giorgio IV.
Nonostante occupasse una posizione molto alta nella linea di successione al trono britannico, a Vittoria venne insegnato solo il tedesco, ma dall'età di tre anni venne istruita all'inglese. In seguito imparò a parlare anche italiano, greco, latino, francese. Il suo precettore fu il reverendo George Davis e sua governante fu Louise Lehzen.

### Erede al trono

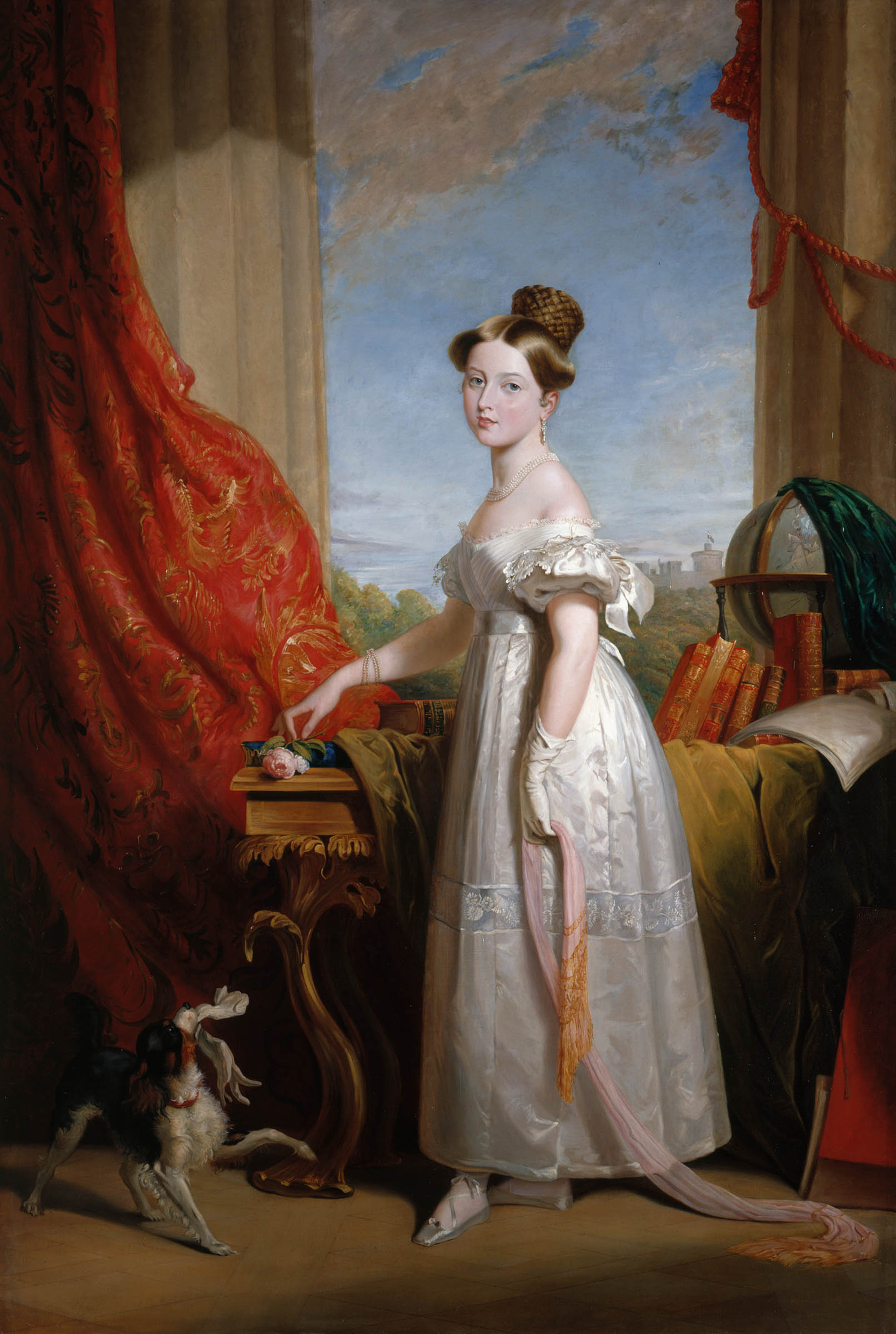
George Hayter, Ritratto della Principessa Alexandrina Victoria del Kent con il suo Springer spaniel inglese, olio su tela, ca. 1866 (orig. 1833), Royal Collection

Quando la principessa Vittoria di Kent aveva undici anni, nel 1830, suo zio re Giorgio IV morì, senza figli o figlie ancora in vita. Di conseguenza, rispettando l'ordine di successione, il trono passò al terzo figlio di re Giorgio III, il duca di Clarence e St. Andrews, che era ancora in vita rispetto a suo fratello maggiore Federico Augusto (secondogenito di re Giorgio III). Il successore di Giorgio IV divenne re con il nome di Guglielmo IV.
Quest'ultimo, morto il 20 giugno 1837, rimase anch’egli senza figli o figlie ancora in vita. Poiché la figlia quartogenita di re Giorgio III (la regina Carlotta di Württemberg) e la sua prole erano già morte, il trono sarebbe passato di diritto al quintogenito di re Giorgio III, il duca di Kent e Strathearn Edoardo Augusto. Vittoria, sopravvissuta al padre, divenne automaticamente erede al trono del re Guglielmo IV, soffiando il posto a tutti i successivi figli, figlie e nipoti di re Giorgio III.
A quei tempi non c'erano particolari restrizioni ad avere un monarca bambino, per cui Vittoria avrebbe potuto essere incoronata come un adulto. Per evitare uno scenario di questo tipo, il Parlamento promulgò il Regency Act 1831 ("Atto per la Reggenza 1831"), in cui si prevedeva che, in caso di premorienza del Re e ascesa al trono di Vittoria, sua madre, la duchessa di Kent e Strathearn, sarebbe stata reggente fino alla sua maggiore età: ignorando i precedenti, il Parlamento non previde un consiglio per limitare i poteri del reggente sebbene lo stesso sovrano, Guglielmo IV, non apprezzasse le capacità della cognata al punto da dichiarare pubblicamente (nel 1836) che avrebbe cercato di vivere finché la nipote avesse avuto 18 anni, pur di evitare una reggenza.
In ogni caso, nonostante il suo futuro ruolo pubblico, la principessa passò una giovinezza da lei stessa descritta "alquanto malinconica": la madre, infatti, estremamente protettiva, teneva la figlia isolata dagli altri coetanei al palazzo di Kensington, sede di una vera e propria corte parallela, completamente dominata dalla figura di Sir John Conroy, da molti ritenuto l'amante della duchessa Vittoria di Sassonia; rari erano, infine, i rapporti con la corte di Londra dal momento che la madre della principessa era in contrasto con re Guglielmo e poiché desiderava preservarla da ogni rapporto sconveniente (in particolare con i figli illegittimi del sovrano).

### Incontro con il principe Alberto

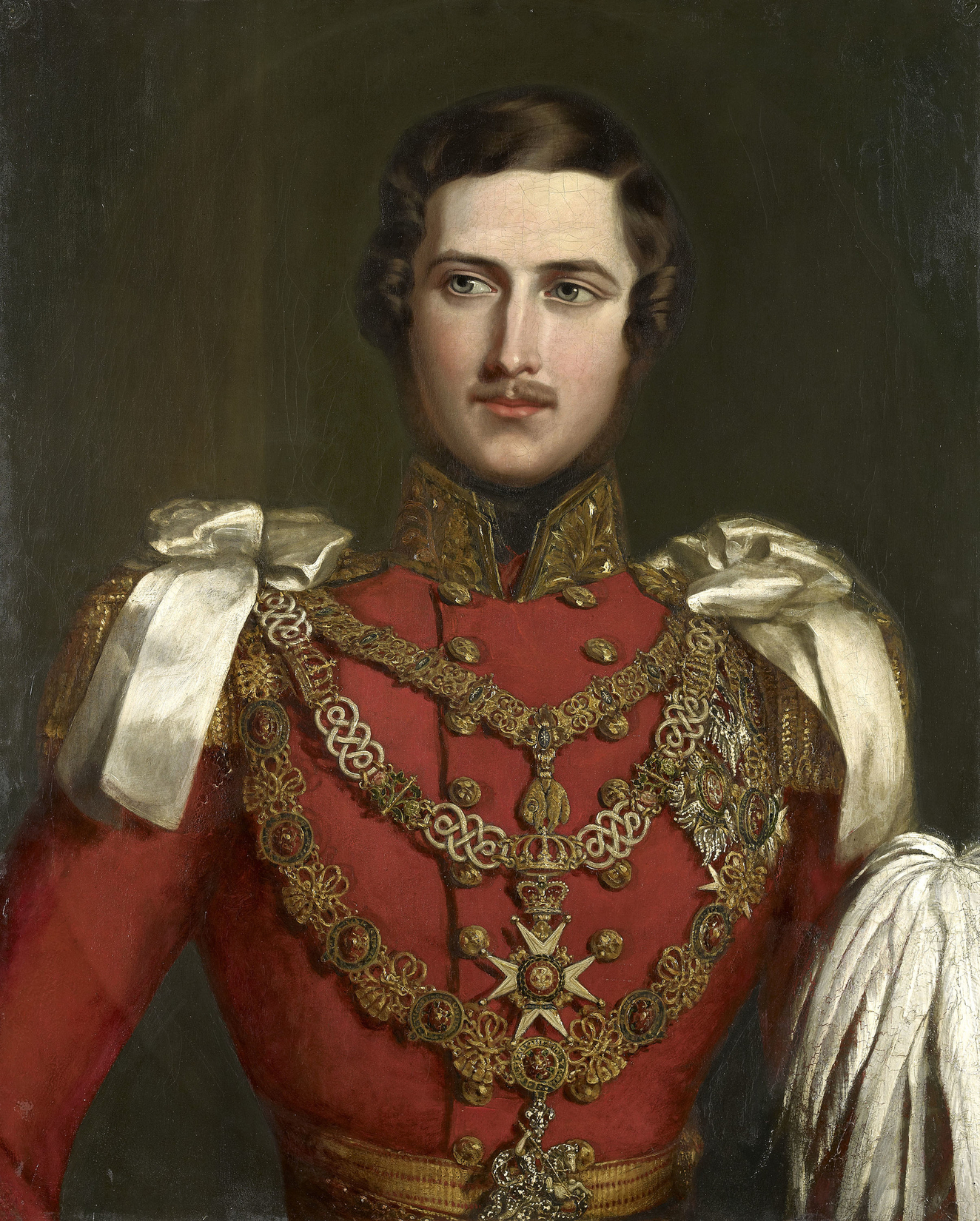
John Partridge (1790-1872) - Prince Albert (1819-61) - RCIN 404543 - Royal Collection

Nel 1836 la principessa Vittoria, diciassettenne, probabilmente mediante l'interessamento dello zio materno, il re dei Belgi Leopoldo I, incontrò il suo futuro marito, il principe Alberto di Sassonia-Coburgo-Gotha, suo coetaneo. I due erano primi cugini: il padre di lui era fratello della madre di lei.
Lo zio, il re Guglielmo IV, preferendo un matrimonio con Alessandro di Orange-Nassau, disapprovava l'unione, ma le sue obiezioni non dissuasero la coppia. In ogni caso molti studiosi hanno suggerito che il principe Alberto non fosse particolarmente coinvolto emotivamente dal possibile matrimonio con la giovane Vittoria e che entrò in relazione con lei solo per elevare il suo status; in effetti era un principe tedesco di minore importanza e le chiacchiere di corte suggerirono che la sua azione fosse dovuta anche al desiderio di assecondare la propria famiglia, che avrebbe ambito a quel matrimonio.
Data la giovane età della principessa, che comunque dimostrava di essere assai interessata al fidanzato, il matrimonio fu posticipato.

### Ascesa al trono

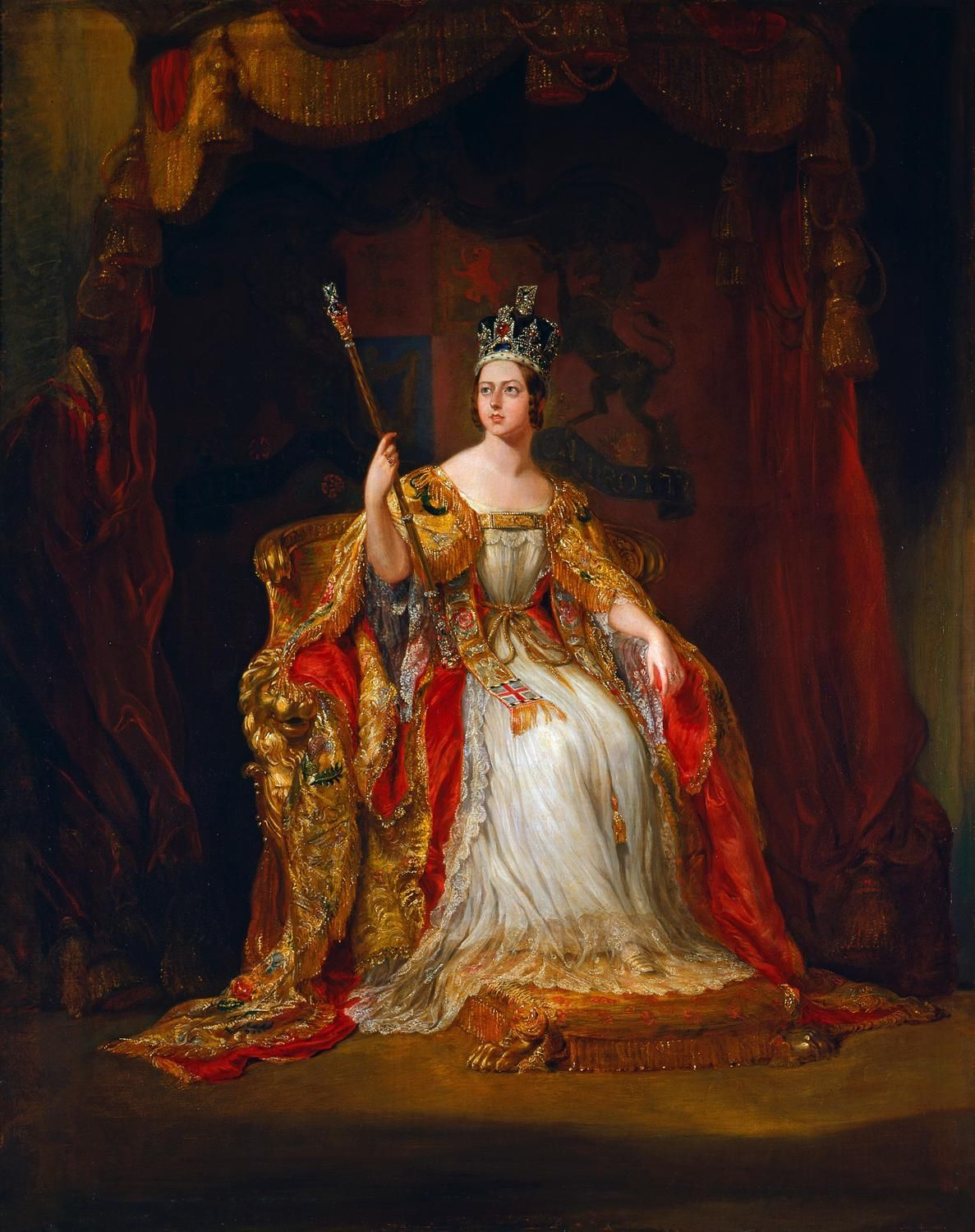
George Hayter, La regina Vittoria nel giorno della sua incoronazione, olio su tela, 1838, Royal Collection, Holyrood Palace

Re Guglielmo IV morì di una malattia al fegato all'età di 72 anni il 20 giugno 1837, lasciando il trono a una Vittoria appena diciottenne (pertanto si evitava la reggenza che il re tanto aborriva). Nel suo diario ha lasciato scritto: «Io sono stata svegliata alle 6 dalla Mamma, che mi ha detto che l'Arcivescovo di Canterbury e Lord Conyngham erano qui e desideravano vedermi. Scesi dal letto e andai nel mio salotto (indossando solo la mia vestaglia) e, sola, li incontrai. Lord Conyngham poi mi fece sapere che il mio povero zio, il Re, non c'era più, e che era spirato 12 minuti dopo le 2 di questa mattina, e di conseguenza che io sono la regina.».
I documenti ufficiali preparati per quel giorno recavano l'intestazione Alexandrina Victoria, ma per sua espressa volontà il primo nome fu omesso e mai più usato; uno dei primi atti da sovrana fu quello di chiedere alla madre di lasciarla da sola per un'ora e questo fu l'inizio, come scrive Lytton Strachey, autore di un'accurata biografia di Vittoria, dell'estromissione della duchessa di Kent dalla vita della regina.

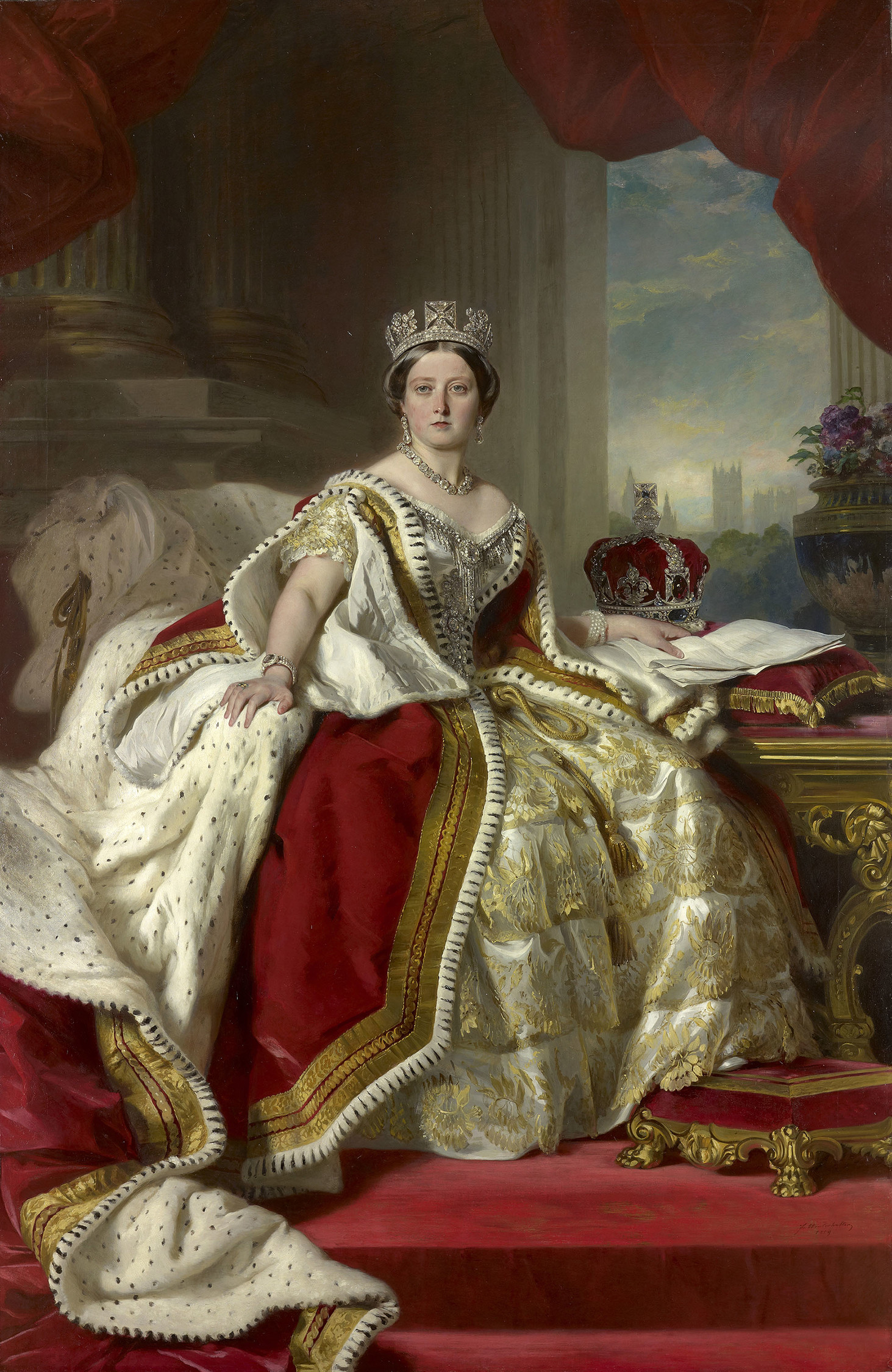
Regina Vittoria, Winterhalter (1859)

Secondo la legge salica una donna non poteva regnare sul Regno di Hannover, regno collegato da unione personale con il sovrano della Gran Bretagna dal 1714. Pertanto l'Hannover andò allo zio di Vittoria, il duca di Cumberland e Teviotdale, che assunse il titolo di re Ernesto Augusto I di Hannover. Finché Vittoria rimase nubile e senza figli, inoltre, egli rimase anche il primo in linea di successione.
Quando Vittoria ascese al trono, il governo era controllato dal partito Whig, che era al potere dal 1830. Il primo ministro Whig, Lord Melbourne, si trovò ad avere una forte influenza sulla giovane e politicamente inesperta regina, che contava sui suoi consigli.
Vittoria fu incoronata il 28 giugno del 1838 e divenne la prima sovrana a prendere residenza a Buckingham Palace, ottenendo inoltre le rendite dei ducati di Lancaster e di Cornovaglia, nonché una lista civile di 385 000 sterline annue che usò per estinguere i debiti paterni. All'incoronazione partecipò come esecutore il noto musicista e compositore Thomas Paul Chipp.
All'inizio del regno Vittoria fu assai popolare, ma la sua reputazione soffrì quando, nel 1839, una delle dame di compagnia della madre, Lady Flora Hastings, incominciò a ingrossarsi e presto la voce pubblica affermò che fosse incinta di Sir John Conroy; la regina, che detestava sia Conroy sia Lady Flora, su consiglio del primo ministro Melbourne la costrinse a sottoporsi a visite mediche per attestare la gravidanza, ma queste dimostrarono la verginità della donna. Pertanto Conroy, la famiglia Hastings e i loro alleati politici, i Tory, condussero una campagna di stampa contro la regina che si intensificò quando Lady Flora morì di cancro al fegato (responsabile dell'ingrossamento dell'addome); a causa dello scandalo, per un certo periodo di tempo, la regina alle apparizioni pubbliche fu schernita con il nomignolo di "Mrs. Melbourne".
Sempre nello stesso anno Melbourne si dimise, quando una coalizione di conservatori e radicali votò contro un disegno di legge per sospendere la costituzione della Giamaica (allo scopo di ridurre il potere dei proprietari delle piantagioni che si opponevano all'abolizione della schiavitù).
La regina assegnò l'incarico di formare un nuovo governo a Sir Robert Peel, appartenente al partito Tory, ma questi non riuscì a causa della Bedchamber Crisis (Crisi della camera da letto): a quei tempi era consuetudine che le persone che frequentavano la famiglia reale (specialmente le dame) fossero scelte dal primo ministro fra i fedeli al suo partito; Vittoria riteneva, invece, che i membri della corte (Bedchamber) fossero degli amici oltre che membri di un'istituzione cerimoniale e pertanto non intendeva che il primo ministro potesse allontanare persone a lei care. Sir Robert Peel non accettò le restrizioni imposte dalla regina e rassegnò le dimissioni, permettendo così a Lord Melbourne di riprendere il proprio posto con grande gioia di Sua Maestà.

### Matrimonio

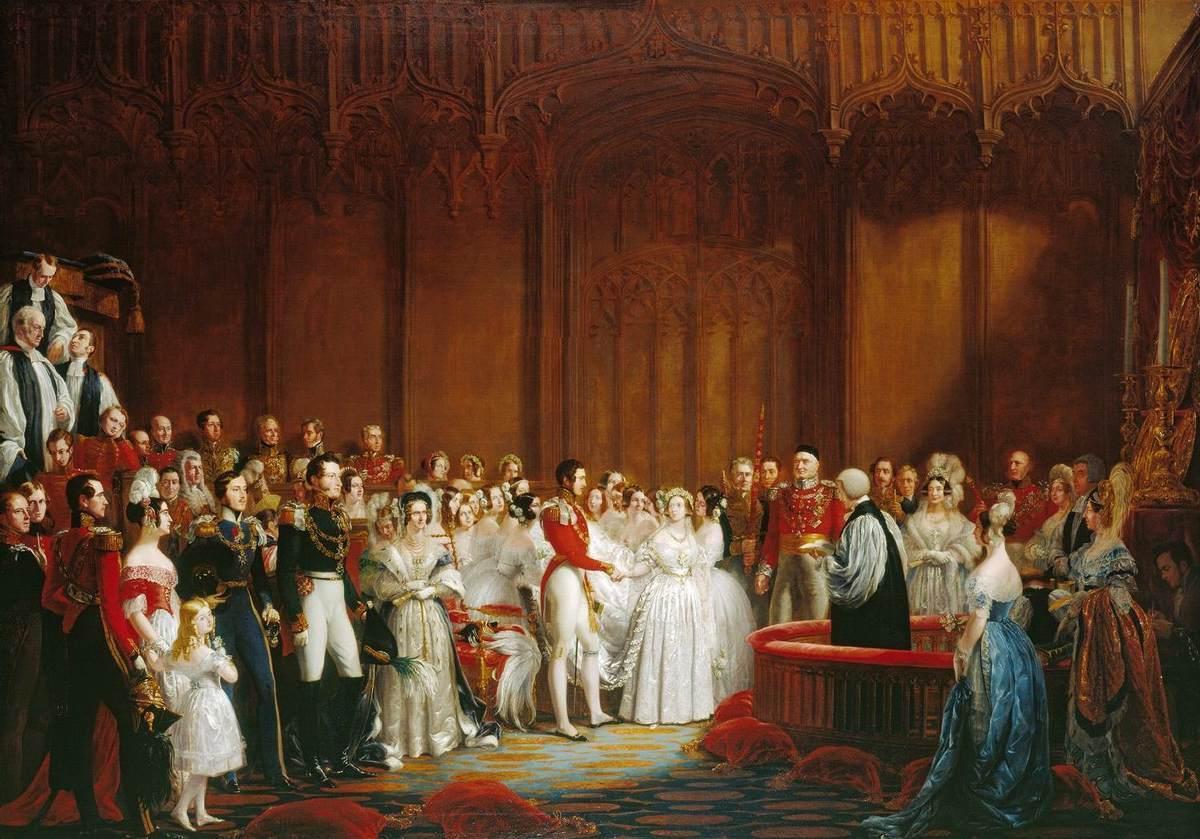
George Hayter, Il matrimonio della regina Vittoria, olio su tavola, 1840, Royal Collection, Castello di Windsor

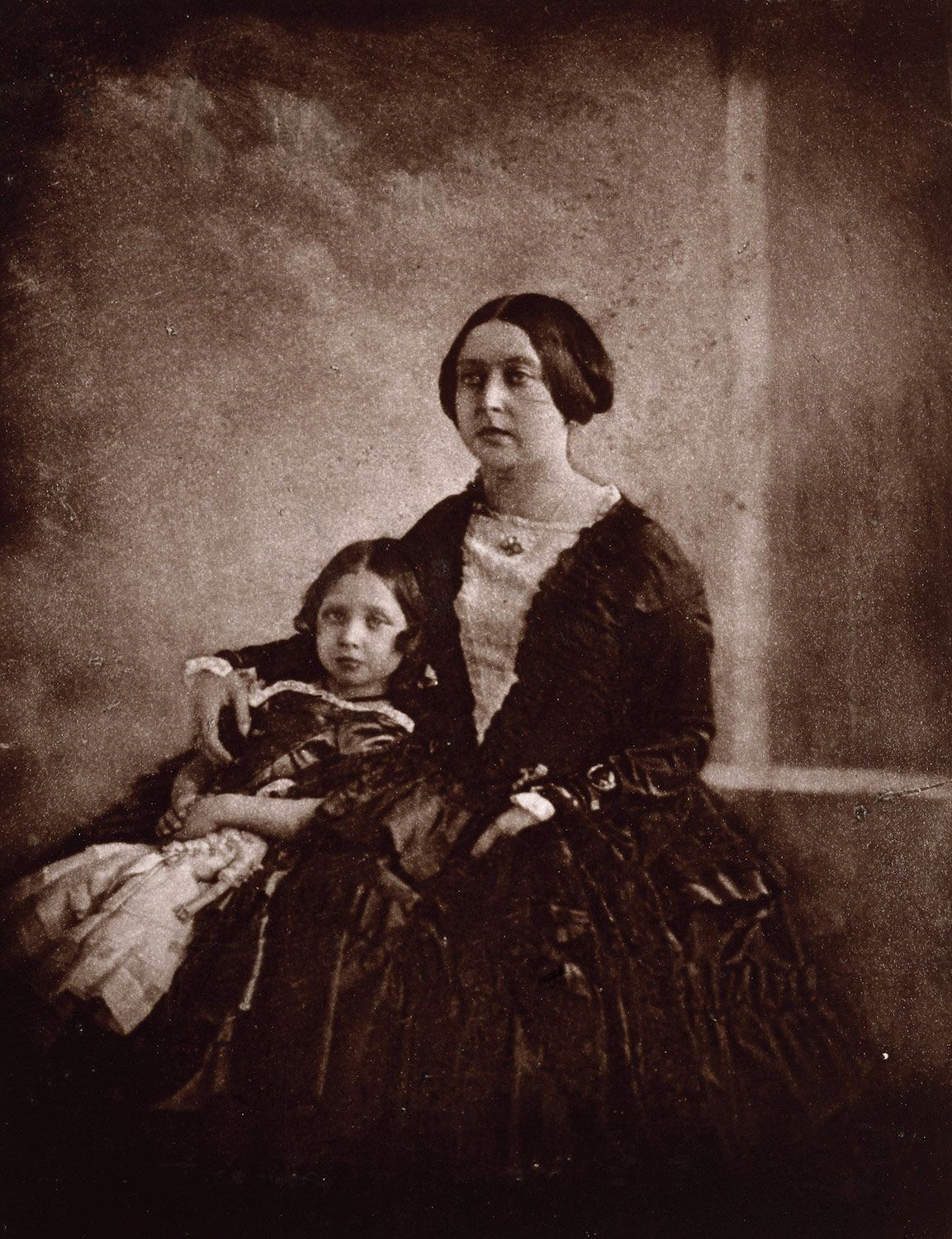
La foto più antica attualmente disponibile della regina Vittoria, nel 1844 (a 25 anni di età).

Nei mesi seguenti la regina si distanziò ulteriormente dalla madre, che fece confinare in un remoto appartamento in Buckingham Palace e alla quale, spesso, negava le visite; al riguardo occorre sottolineare che la stessa Vittoria scrisse in alcune lettere indirizzate a Lord Melbourne quanto la stretta vicinanza della madre fosse stata un tormento.
Poco tempo dopo, il 10 febbraio 1840, una raggiante Vittoria sposò il principe Alberto di Sassonia-Coburgo-Gotha, secondogenito del duca Ernesto I di Sassonia-Coburgo-Gotha e di Luisa di Sassonia-Gotha-Altenburg, nella Cappella Reale di St. James's Palace, avendo, quattro giorni prima, concesso il titolo di Sua Altezza Reale al consorte.
Alberto era cugino di primo grado di Vittoria, in quanto entrambi erano nipoti del duca Francesco Federico di Sassonia-Coburgo-Saalfeld. In un primo momento, a causa delle sue origini tedesche e della sua timidezza, Alberto non fu molto amato dall'alta società inglese che lo guardava con molta diffidenza. Tuttavia, grazie agli insegnamenti del barone Stockmar, già medico e consigliere di suo zio, re Leopoldo I del Belgio, diventò un vero e proprio mentore per la moglie, soppiantando prima la baronessa Lehzen e poi lo stesso Lord Melbourne. Fu inoltre grazie ai consigli del principe Alberto che Vittoria poté, sia pure lentamente, riavvicinarsi alla madre, la duchessa di Kent.
Alberto, pur essendo stato cresciuto in un regime di estrema semplicità, aveva ricevuto un'ottima educazione, dandone prova in più occasioni durante la sua vita da principe consorte, titolo con il quale era comunemente noto (lo avrebbe ottenuto in via ufficiale solo nel 1857); in ogni caso, non gli fu mai data pari dignità nobiliare alla moglie.
Il principe, infine, apparteneva alla casa reale di Sassonia-Coburgo-Gotha e questo faceva sì che non fosse chiaro quale fosse il suo cognome (spesso non usato dalle famiglie reali o principesche): Vittoria, pertanto, ordinò di compiere ricerche genealogiche e dall'esame documentale emerse che il cognome corretto era Wettin. Wettin (ancorché alla regina non piacesse) rimase comunque il cognome della casa regnante fino al 1917, in piena prima guerra mondiale, quando il nipote di Vittoria, re Giorgio V, fuse il nome della casata reale e il cognome, sostituendoli entrambi con uno dal suono spiccatamente inglese: Windsor, dal Castello di Windsor.

### Famiglia

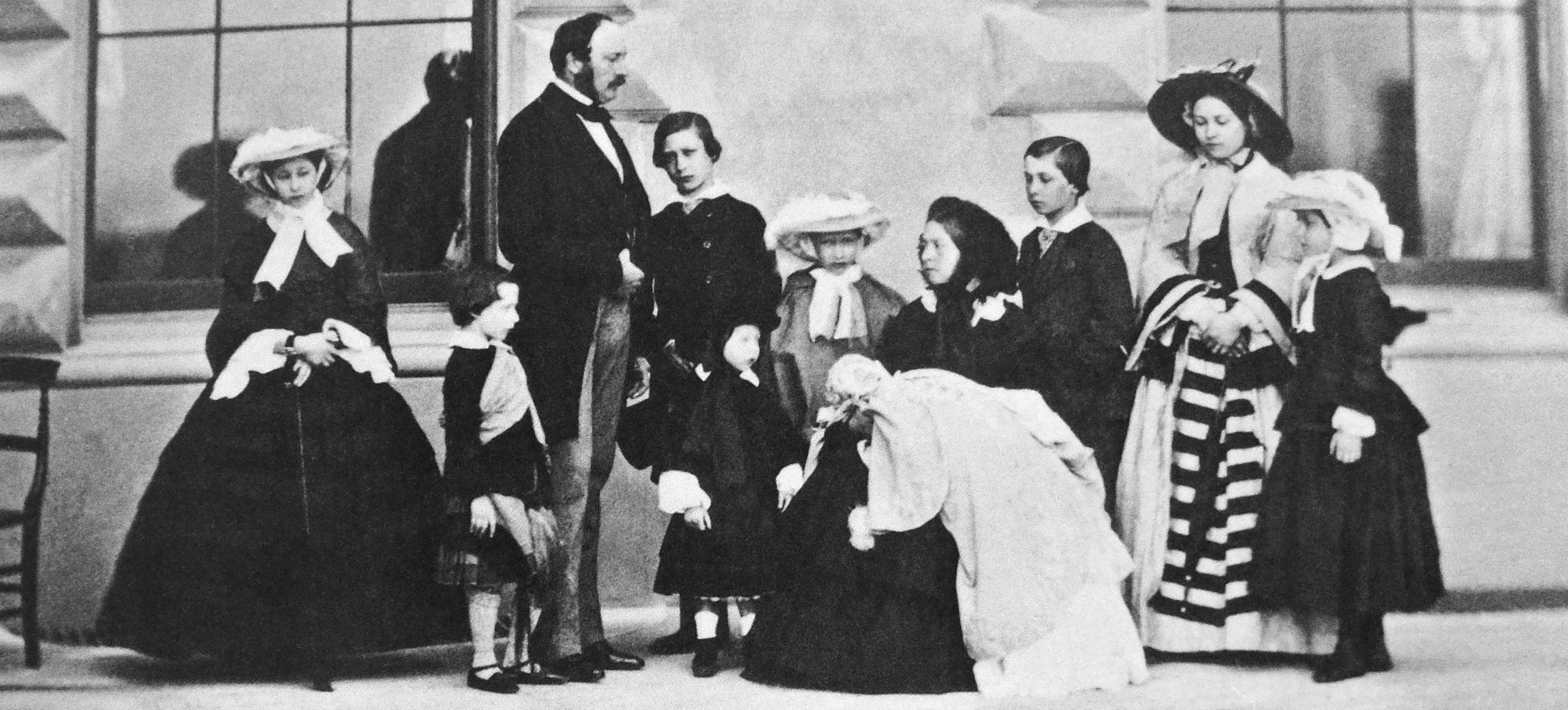
Leonida Caldesi e Mattia Montecchi, La Regina Vittoria e il Principe Alberto con i loro nove figli a Osborne House, fotografia su carta all'albumina, 26 maggio 1857, Royal Collection.
Da sinistra a destra: Alice, Arturo, il principe Consorte, il principe di Galles, Leopoldo (di fronte a lui), Luisa, la regina Vittoria con Beatrice, Alfredo, Vittoria ed Elena

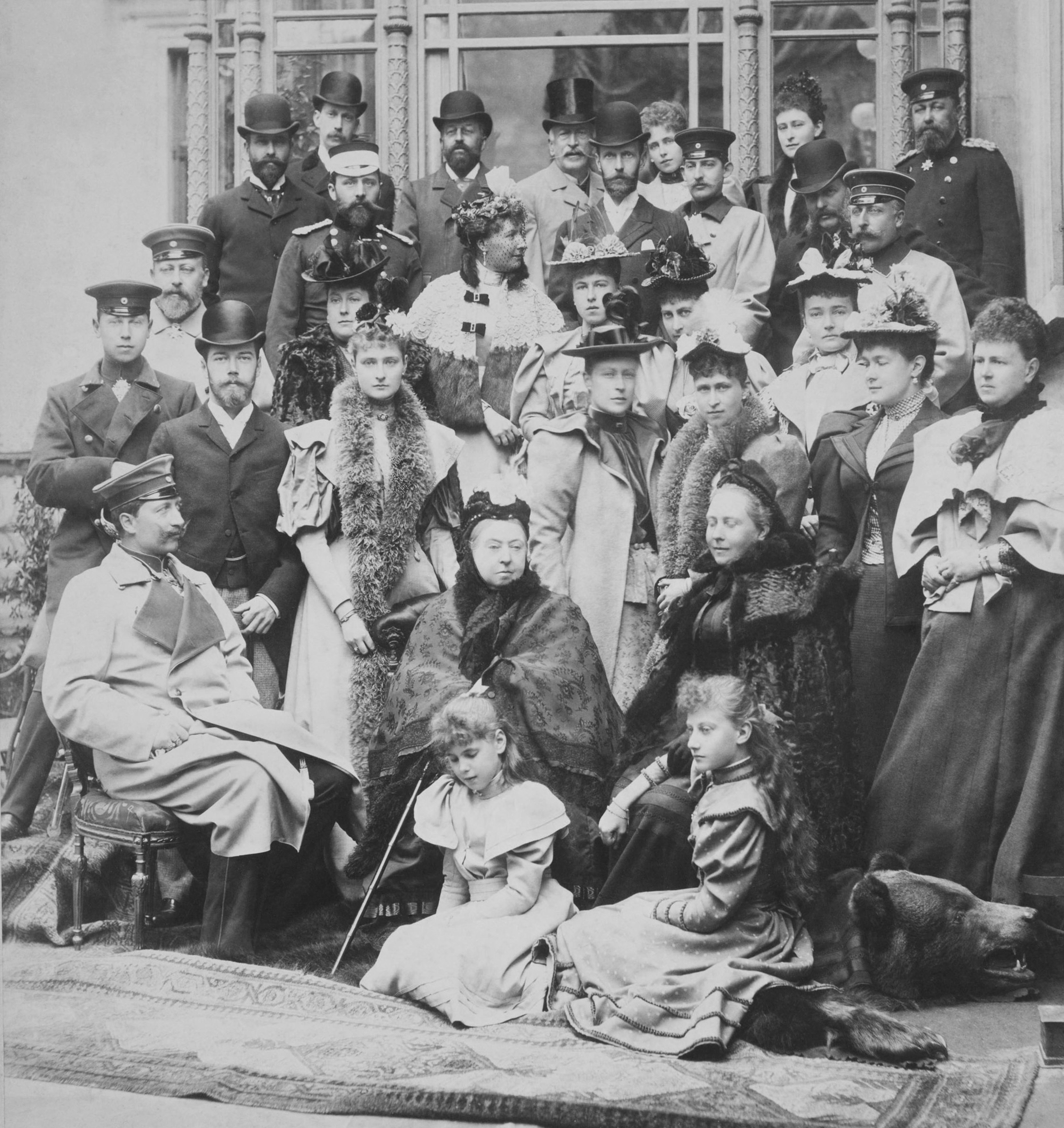
La regina Vittoria riunita a Coburgo nell'aprile 1894 insieme a tutta la sua estesa famiglia, da Nicola II di Russia (sarebbe diventato zar quello stesso anno) al kaiser Guglielmo II e al resto dei parenti del casato Sassonia-Coburgo-Gotha. (cliccare per visualizzare la foto su Commons e vedere tutte le persone raffigurate in dettaglio)

La prima figlia della coppia reale, Vittoria, nacque il 21 novembre 1840. Dalla coppia nacquero altri otto figli.
Alberto non fu soltanto il compagno della regina, ma anche un importante consigliere politico e rimpiazzò lord Melbourne nel ruolo di figura dominante della sua vita. Avendo trovato un partner per la vita, Vittoria non aveva più bisogno della compagnia delle signore legate al partito Whig. Così, quando il partito Whig guidato da Melbourne perse le elezioni e venne rimpiazzato dai Tory di Peel - e questi rimpiazzò a sua volta le signore fedeli al suo partito alla corte reale - la crisi della Bedchamber non si ripeté.

#### Tentativi di assassinio

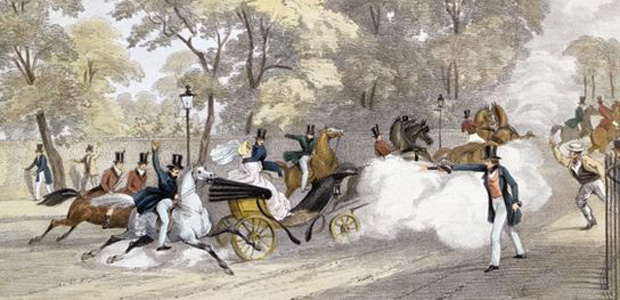
J. R. Jobbins, Il tentativo di assassinio della regina da parte di Edward Oxford, litografia, 1840

Durante la prima gravidanza di Vittoria, il 10 giugno 1840, il diciottenne Edward Oxford tentò di assassinarla mentre stava passeggiando in carrozza con il principe Alberto nelle strade di Londra. Oxford sparò due volte, ma entrambi i colpi mancarono il bersaglio. Fu processato per alto tradimento, ma fu riconosciuto malato di mente. In molti si sono interrogati sui motivi dell'atto, ma probabilmente Oxford semplicemente cercava la notorietà. Alcuni sostengono che una cospirazione del movimento del Cartismo (organizzazione degli anni trenta che chiedeva riforme sociali) fosse celata dietro il tentativo di assassinio, mentre altri attribuiscono il colpo a persone legate al suo erede e zio, il re di Hannover. Queste teorie di cospirazione portarono a un'ondata di patriottismo e lealtà. L'attentato non ebbe alcuna conseguenza sulla salute della regina o sulla sua gravidanza. Nel novembre 1841 nacque il principe del Galles, il futuro re Edoardo VII.
Tre tentativi di assassinare la regina vennero compiuti nel 1842. Il 29 maggio John Francis (molto probabilmente alla ricerca di notorietà) puntò la pistola contro la regina durante una passeggiata in carrozza, ma l'arma non sparò. Il giorno successivo tentò nuovamente l'attentato ma sbagliò la mira. Fu condannato a morte per alto tradimento, ma la pena fu commutata nell'esilio a vita nelle colonie. Il principe Alberto ebbe la sensazione che i tentativi di assassinio fossero stati incoraggiati dal proscioglimento del primo attentatore (Edward Oxford) del 1840.
Il 3 luglio, appena dieci giorni dopo che la pena di Francis venne commutata, un altro ragazzo, John William Bean, attentò alla vita della regina. Anche se la pistola era stata caricata con carta e tabacco, il crimine era comunque perseguibile con la pena di morte; tuttavia il principe Alberto riuscì a far promulgare dal Parlamento un provvedimento che prevedeva che qualunque tentativo di spaventare la regina utilizzando un'arma, tirandole qualunque oggetto, colpendola in qualunque maniera era passibile di una pena di sette anni di carcere e con la fustigazione; Bean venne quindi condannato al massimo della pena.

### Gli inizi
Il 13 giugno 1842 Vittoria fece il suo primo viaggio in treno (proprio mentre divampava la "Railway Mania"), partendo da Slough (vicino al Castello di Windsor) arrivò a Paddington (nel centro di Londra) a bordo di una carrozza reale allestita dalla compagnia Great Western Railway. Compagni di viaggio furono l'inseparabile marito e l'ingegnere della compagnia ferroviaria, Isambard Kingdom Brunel.
Il primo ministro Peel si trovò a fronteggiare una crisi a causa della revoca delle Corn Laws (leggi sui cereali). Molti Tory (da allora conosciuti anche come Conservatori) si opponevano alla revoca, ma altri (i Peelisti) e molti Whig lo volevano. La revoca passò con poco scarto alle votazioni ma a causa della spaccatura nel suo partito, Peel rassegnò le dimissioni nel 1846, e fu rimpiazzato dal Whig John Russell, I conte di Russell.
In politica estera Vittoria ebbe un costante interesse al miglioramento delle relazioni diplomatiche tra Regno Unito e Francia: nel 1843 e nel 1845, accompagnata dal marito, fece visita in Normandia a re Luigi Filippo, il primo incontro tra un re di Francia e d'Inghilterra dal 1520; Luigi Filippo ricambiò nel 1844 e, quando fu esiliato dalla Rivoluzione del 1848, si ritirò a Londra; sempre in tale circostanza (nel timore di proteste che poi furono meno impetuose di quanto temuto), la regina e la sua famiglia si trasferirono da Londra a Osborne House, nell'Isola di Wight, residenza che Alberto aveva comprato nel 1845 e fatto restaurare.
Il ministero Russell, nonostante fosse Whig, non fu favorito dalla regina. Particolarmente irriguardoso nei riguardi di Vittoria fu il ministro degli esteri, lord Palmerston, che spesso agì senza consultare il consiglio dei ministri, il primo ministro o la regina. Nel 1849 Vittoria inviò una nota di lamentela a lord John Russell perché Palmerston aveva inviato note ufficiali a leader stranieri senza che lei ne fosse a conoscenza. Vittoria ripeté le sue rimostranze nel 1850, ma senza effetto. Fu solo nel 1851 che lord Palmerston fu rimosso dal suo incarico, per aver espresso l'approvazione del governo britannico al colpo di Stato di Napoleone III, senza che il primo ministro ne fosse informato preventivamente.
Il periodo durante il quale Russell fu primo ministro fu molto faticoso per la regina Vittoria: nel 1849 un irlandese disoccupato e rancoroso, John Hamilton, tentò di spaventarla scaricando una pistola a salve in sua presenza: Hamilton fu condannato ai sensi della legge del 1842 al massimo della pena; nel 1850, mentre passeggiava in carrozza, fu colpita da un ex ufficiale dell'esercito, Robert Pate, con il bastone da passeggio, che ammaccò il suo cappello e la graffiò: il responsabile fu processato e, non riuscendo a provare di essere malato di mente, subì la stessa condanna di Hamilton.
Oltre a tali problemi la regina dovette subire le conseguenze degli ultimi parti: infatti nel 1853 Vittoria diede alla luce Leopoldo con l'aiuto del cloroformio che ella, in contrasto con il parere dei medici e l'opposizione dei membri del clero, volle adottare anche nel 1857 per il parto di Beatrice, sua ultima figlia; in ogni caso tali gravidanze la stressarono molto, cagionandole diversi episodi di isteria, documentati dal carteggio con il marito.

### Irlanda
La giovane regina Vittoria si innamorò dell'Irlanda, scegliendo, nel 1849, per le vacanze, la città di Killarney nel Kerry, facendone una delle prime località turistiche del XIX secolo.
Il suo amore per l'isola fu corrisposto da un iniziale sentimento di amicizia da parte del popolo irlandese per la giovane regina. Nel 1845 l'Irlanda fu colpita da una malattia delle patate che in quattro anni costò la vita a oltre mezzo milione di irlandesi e vide l'emigrazione di un altro milione di abitanti. In risposta a ciò che venne chiamata Grande carestia, in inglese Great Famine (An Gorta Mor), la regina donò personalmente 5 000 sterline e fu coinvolta in molte iniziative caritatevoli. Ciononostante la politica del primo ministro Lord John Russell, largamente accusata di peggiorare le conseguenze della carestia, oscurò la fama della regina. Agli occhi dei repubblicani estremisti Vittoria fu soprannominata «Regina della carestia» e vennero comunemente accettate storie in cui la regina aveva donato in beneficenza solo 5 sterline.
Il primo viaggio ufficiale della regina venne organizzato da Lord Clarendon, che aveva l'incarico di Luogotenente dell'Irlanda: a capo dell'amministrazione britannica tentò sia di distrarre l'attenzione degli irlandesi dalla carestia, sia di avvisare i politici britannici per mezzo della presenza della regina della serietà della situazione irlandese. Nonostante l'impatto negativo della carestia sulla popolarità della regina, la sua presenza riuscì a fare cantare il God Save the Queen (l'inno del Regno Unito) alla fine dei raduni del Partito Nazionalista Irlandese.
Comunque negli anni settanta l'amore verso la monarchia diminuì notevolmente, poiché Vittoria decise di non visitare più l'Irlanda a seguito del rifiuto della Corporazione di Dublino a congratularsi per le nozze del figlio (il futuro Edoardo VII) e a congratularsi poi con la giovane coppia reale per la nascita del primogenito, Alberto Vittorio.
Vittoria si oppose ripetutamente alla pressione di diversi primi ministri, luogotenenti d'Irlanda e anche membri della famiglia reale, di creare anche in Irlanda una residenza ufficiale. Lord Midleton ex capo del Partito Unionista Irlandese scrisse nelle sue memorie (Irlanda: pazza o eroina?) che questa decisione portò a un vero disastro nelle relazioni fra il popolo irlandese e la regina e di conseguenza sul regno britannico sull'isola.
Vittoria visitò per l'ultima volta l'Irlanda nel 1900 quando andò personalmente a chiamare gli irlandesi alle armi per la guerra boera. I nazionalisti che si opponevano alla sua visita furono guidati da Arthur Griffith che creò appositamente un'organizzazione, dal nome Cumann na nGael, per riunire gli oppositori. Cinque anni più tardi Griffith utilizzò i contatti creatisi in questa occasione per creare il partito Sinn Féin, ancora attivo ai giorni nostri.

### Dal 1851 al 1860

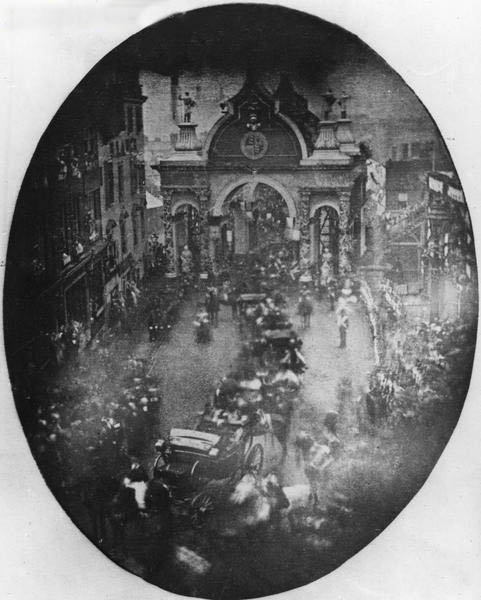
Corteo della regina Vittoria durante la visita a Manchester, fotografia, 1851

Nel 1851 si tenne a Londra la prima esposizione universale. L’esposizione, organizzata dal principe Alberto, venne aperta ufficialmente dalla regina il 1º maggio di quell'anno. Nonostante i timori di molti la mostra fu un incredibile successo, tanto che i proventi furono utilizzati per finanziare la costruzione del South Kensington Museum, che in seguito ebbe l'attuale nome di Victoria and Albert Museum.
Il governo di lord John Russell collassò nel 1852, quando il primo ministro Whig fu rimpiazzato dal conservatore lord Derby che, tuttavia, non mantenne a lungo la maggioranza in parlamento e fu costretto a dimettersi dopo meno di un anno. A questo punto Vittoria decise di porre fine al periodo di primi ministri deboli che aveva caratterizzato fino ad allora il suo regno: la regina (con il consorte) incoraggiò vigorosamente la formazione di una forte coalizione fra i Whig e i Tory fedeli a Peel, i Peelisti e conferì l'incarico di formare il governo al Peelista lord Aberdeen.
Uno degli atti più significativi di questo governo fu di portare il Regno Unito a combattere la guerra di Crimea nel 1854, dalla parte dell'Impero ottomano e contro l'Impero russo. Immediatamente prima dell'ingresso in guerra voci che il Regno Unito si sarebbe schierato con lo Zar ebbero l'effetto di diminuire la popolarità della coppia reale. Comunque Vittoria pubblicamente esortò a supportare le truppe al fronte e, dopo la conclusione della guerra, istituì la Victoria Cross come riconoscimento al valore.
La guerra permise, inoltre, di rinsaldare i rapporti con la Francia di Napoleone III: egli decise di visitare Londra nell'aprile del 1855 mentre in agosto Vittoria e Alberto furono accolti all'Esposizione universale di Parigi.
A metà del 1855 Lord Aberdeen, indebolito dalle critiche sull'operato dell'esercito in Crimea, si dimise: la regina consultò sia Derby sia Russel ma poiché nessuno riuscì a ottenere la maggioranza ricorse a Palmerston (con il quale si era riconciliata).
Lo stesso Palmerston fu costretto a ritirarsi per l'impopolarità causatagli dalla cattiva conduzione della seconda guerra dell'oppio nel 1857 e sostituito da Lord Derby dopo la crisi diplomatica seguita all'attentato di Felice Orsini contro Napoleone III; la circostanza indebolì molto la regina, affranta poiché 11 giorni dopo l'evento la figlia maggiore, principessa Vittoria, sposò l'erede al trono di Prussia, Federico, lasciando Londra poco dopo.
Gli eventi principali dell'amministrazione di lord Derby furono la ribellione dei Sepoys alla Compagnia britannica delle Indie orientali. Dopo che la ribellione fu sedata l'India fu messa sotto il controllo diretto della Corona Britannica (anche se il titolo di Imperatrice d'India non venne creato immediatamente); il secondo governo di lord Derby non durò più del primo: infatti cadde nel 1859, permettendo a Palmerston di tornare al potere.

### Vedovanza

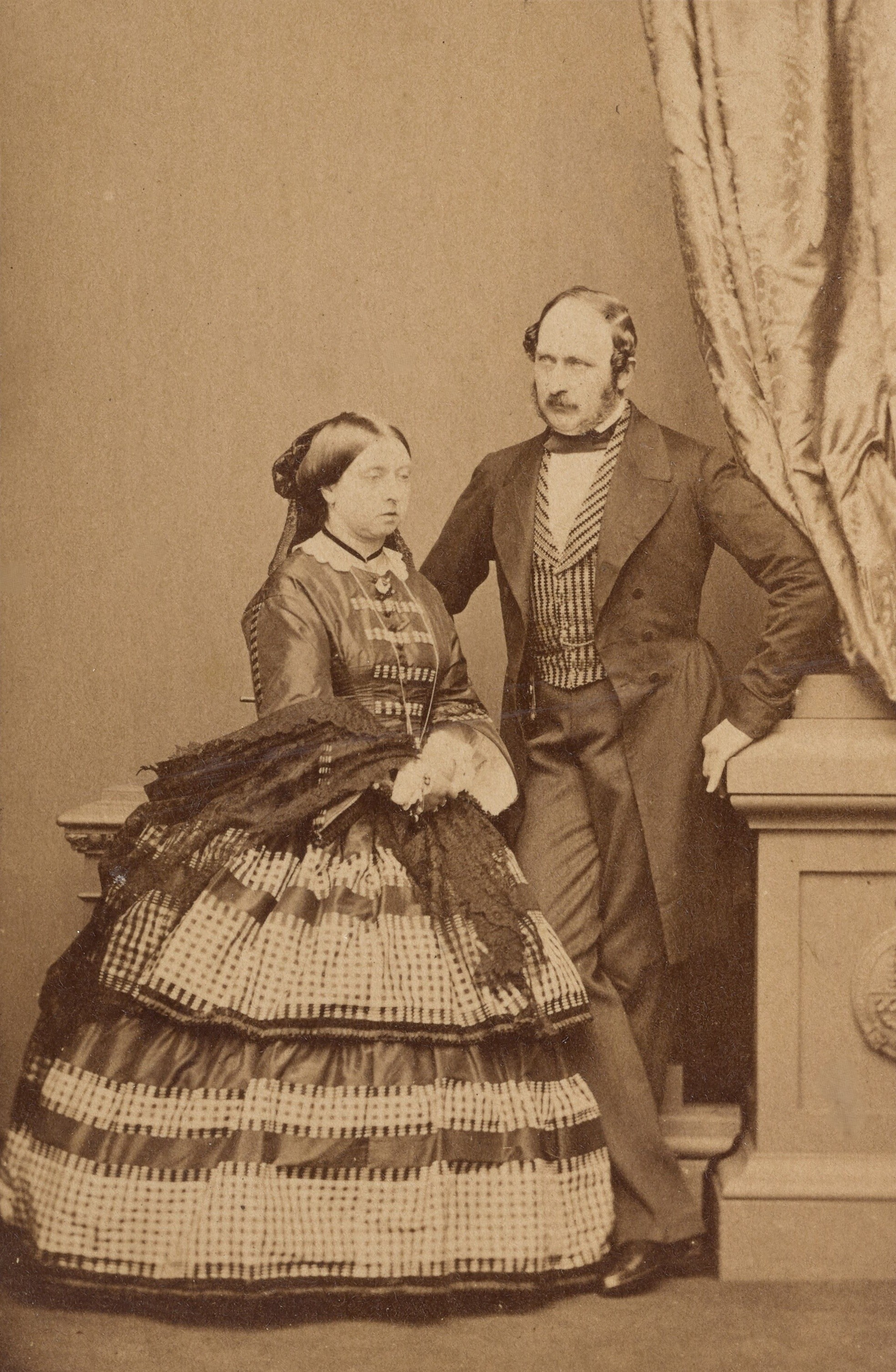
John Jabez Edwin Mayall, Vittoria e Alberto nel 1861, fotografia, marzo 1861

Nel marzo del 1861 la madre della regina, Vittoria duchessa di Kent, morì, poco dopo essersi riconciliata con la figlia; Alberto si adoperò molto per risollevare l'animo pesantemente afflitto della moglie, ma ormai era già malato di cancro allo stomaco.
Nell'agosto di quell'anno Vittoria e Alberto visitarono il Curragh Camp, in Irlanda, dove il principe del Galles stava prestando servizio militare.
Dal novembre Vittoria e Alberto tornarono a Windsor e il principe del Galles fece ritorno a Cambridge dove era studente; nel contempo venne coinvolto in un'avventura galante con l'attrice irlandese Nellie Clifden e Alberto non esitò a recarsi personalmente dal figlio per discutere con lui della scandalosa relazione che stava intrattenendo.
Lo scandalo, unito al dolore per la morte dei cugini, Pietro V e Ferdinando di Braganza, indebolirono ancora di più la salute del principe Alberto: il 9 dicembre di quell'anno William Jenner gli diagnosticò la febbre tifoide, alla quale si aggiunse poi un'improvvisa congestione polmonare che portò Alberto alla morte, sopraggiunta alle 22:50 del 14 dicembre 1861 nella Blue Room del Castello di Windsor, alla presenza della regina e di cinque dei suoi figli.
La regina fu sconvolta dalla morte del marito ed entrò in uno stato di lutto e sconforto: per il resto della vita indossò sempre abiti neri, cessò di apparire in pubblico e smise di visitare Londra al punto che presto guadagnò il nomignolo di Widow of Windsor, mentre parallelamente si indeboliva l'immagine della monarchia.
Infatti, sebbene non mancasse di svolgere i suoi doveri costituzionali, Vittoria trascorreva il suo tempo nelle residenze di campagna, a Windsor, presso Osborne House e soprattutto a Balmoral in Scozia e nei giardini del castello, attorniata da pochissime fidate persone, fra le quali preferiva la giovane lady Florence Trevelyan, la bella e malinconica orfana figlia della sua dama di corte Catherine Anne Trevelyan, la cui nonna Lady Maria Wilson era cugina della regina Vittoria e che questa allevava come una figlia.
Con lei trascorreva il tempo libero e condivideva uno smisurato amore per i cani, la botanica, gli uccellini e la passione per il ricamo. Considerava invece il primogenito, Edoardo Principe del Galles e futuro re Edoardo VII, sposato con l'austera Alessandra di Danimarca, un ragazzo frivolo e indiscreto, accusandolo anche della morte del padre. L'accusò inoltre di avere una relazione adulterina con la giovane Lady Trevelyan (molto più giovane della moglie), la quale dovette, per evitare lo scandalo nell'Inghilterra vittoriana e puritana e per volere della stessa regina, lasciare velocemente e per sempre l'Inghilterra: si ritirò in Sicilia, a Taormina, dove visse in esilio con un cospicuo vitalizio regio.
Vittoria, quindi, incominciò a infittire una relazione con un cameriere scozzese, John Brown; si parla di una relazione romantica e di un matrimonio segreto fra i due, fatto per cui divenne nota anche con il nome di "Signora Brown" per quanto l'effettiva celebrazione del matrimonio sia controversa: infatti un diario recentemente scoperto riporterebbe la confessione fatta sul letto di morte dal cappellano della regina, il quale avrebbe detto a un politico di avere celebrato le nozze clandestine fra la regina e il cameriere John Brown ma tale testimonianza non è accolta da molti storici. Va infine aggiunto che Vittoria pretese di essere seppellita alla sua morte con due ricordi nella bara: a destra venne posto un cappello del principe Alberto mentre nella sinistra vennero messi dei capelli di Brown con un suo ritratto.
In questo periodo convulso l'isolamento della regina ridusse notevolmente la sua presa sul governo della nazione che nel frattempo era travagliato dallo scontro tra sostenitori e oppositori del progetto di estensione del diritto di voto a molti membri della classe operaia (Reform Act 1867): lord Palmerston era un forte oppositore e riuscì a impedirne l'approvazione fino alla morte, avvenuta nel 1865; i suoi successori, lord Russel e lord Derby, invece, riuscirono a superare le perplessità della sovrana e ottennero l'approvazione della riforma nel 1867.

### Gladstone, Disraeli e l'attentato di O'Connor

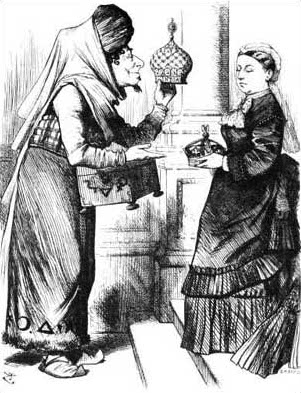
John Tenniel, Nuove corone per i soliti vecchi, da un'antica favola araba, rappresenta Benjamin Disraeli come un venditore ambulante in atto di offrire a Vittoria la corona imperiale, vignetta, 15 aprile 1876, su Punch

Nel 1868 lord Derby fu costretto alle dimissioni e sostituito dal conservatore Benjamin Disraeli il quale, sin dall'insediamento, acquisì la fiducia e la simpatia della regina; il suo ministero però cadde presto e fu rimpiazzato da William Ewart Gladstone, membro del Partito Liberale (nome assunto dalla coalizione Whig-Peelisti) che, invece, non fu particolarmente apprezzato dalla sovrana.
Nel 1870 la rivoluzione parigina ridestò il movimento repubblicano, già in crescita sin dalla morte del principe Alberto e dall'isolamento della regina Vittoria: una manifestazione repubblicana in quell'anno pretese l'abdicazione della sovrana, e il partito radicale continuò con ancor maggiore veemenza l'opposizione alla politica della regina. Tra l'agosto e il settembre del 1871, inoltre, Vittoria subì le conseguenze di un ascesso al braccio, che fu curato dal medico Joseph Lister, mentre a dicembre, nel pieno delle proteste repubblicane, il principe del Galles si ammalò di febbre tifoidea e la regina temette per la salute del figlio.
Al decimo anniversario della morte del principe Alberto la regina rimase accanto al figlio convalescente; solo il 27 febbraio 1872 madre e figlio riapparvero in pubblico a una parata e a una messa di ringraziamento alla cattedrale di St. Paul a Londra, mentre ormai le manifestazioni repubblicane andavano spegnendosi.
Due giorni dopo la cerimonia, mentre Vittoria stava scendendo da una carrozza, il diciassettenne irlandese Arthur O'Connor si rivolse alla regina con una pistola in una mano e una petizione per liberare prigionieri irlandesi nell'altra: l'intento era dimostrativo, infatti la pistola era scarica e l'attentatore confidava di convincere la sovrana ad accogliere la petizione; in ogni caso John Brown, al fianco della regina, buttò il ragazzo a terra prima che essa stessa potesse vedere la pistola e fu ricompensato con una medaglia per il suo coraggio mentre O'Connor fu condannato a un anno di carcere. L'attentato fece riacquistare a Vittoria numerosi consensi.
Le elezioni del 1874 premiarono i conservatori di Disraeli, il quale, seguendo il sentimento imperialista assai diffuso nella società europea e britannica, dedicò notevoli cure nell'amministrazione dell'India, la maggiore delle colonie britanniche: infatti, a seguito della rivolta del 1857 i domini della Compagnia britannica delle Indie orientali così come numerosi principati indigeni, furono annessi direttamente all'Impero, anche per evitare, nelle parole della regina, un nuovo bagno di sangue e per garantire una maggiore comprensione e la tolleranza religiosa.
Tale politica di amalgama dell'India all'interno dell'Impero britannico fu conclusa da Disraeli che, con il Royal Titles Act 1876, conferì alla regina Vittoria il titolo di "Imperatrice d'India" dal 1º marzo del 1876. La regina ricompensò il gesto del suo primo ministro nominandolo Conte di Beaconsfield.
Sempre in questo periodo, inoltre, su impulso della regina, fu approvato il Public Worship Regulation Act 1874 che rimosse definitivamente i rituali cattolici dalla liturgia anglicana in modo da garantire una maggiore comunanza con la semplicità dei riti e delle pratiche della Chiesa presbiteriana scozzese verso la quale Vittoria provava notevole simpatia.
Tra l'aprile del 1877 e il febbraio del 1878, Vittoria minacciò cinque volte di abdicare in favore del figlio per costringere Disraeli a intervenire nella guerra russo-turca in modo da bloccare l'espansionismo russo, ma, in ogni caso, tali intendimenti non influirono sul corso del conflitto e sul seguente trattato di Berlino. A tali preoccupazioni, poi, si aggiunse il dolore provocato dalla morte della terzogenita, la principessa Alice, morta di difterite il 14 dicembre 1878, anniversario della morte del principe consorte Alberto.
Sempre in questi anni la regina sostenne la necessità di mantenere in efficienza le forze armate per conservare una posizione di prestigio nella comunità internazionale, e appoggiò la politica espansionistica del suo primo ministro che condusse alla seconda guerra anglo-afghana e alla guerra anglo-zulu, considerando che l'espansione di un impero come quello inglese avrebbe maggiormente protetto le popolazioni native rispetto ad altre potenze europee.
L'amministrazione di lord Beaconsfield cadde nel 1880, quando il partito Liberale vinse le elezioni generali: Gladstone aveva riconquistato la guida dei Liberali quattro anni prima, fu così che la regina invitò lord Hartington, capo dei liberali alla Camera dei Comuni, a formare un governo. Lord Hartington rifiutò l'incarico, intuendo che non ci sarebbe stato un governo liberale senza Gladstone, il quale del resto non avrebbe accettato un ruolo di secondo piano, e Vittoria dovette, suo malgrado, affidare l'incarico a Gladstone.
L'ultimo degli attentati alla vita di Vittoria fu perpetrato nel 1882: un pazzo scozzese, Roderick Maclean, sparò verso di lei mentre era seduta in carrozza, ma mancò il colpo. L'attentatore fu arrestato con l'accusa di alto tradimento, punibile con la pena capitale (non fu, infatti, applicata la legge del 1842); riconosciuto colpevole, fu tuttavia imprigionato in un manicomio criminale. Il verdetto non soddisfece la sovrana e suscitò aspre polemiche per l'uso della formula «non colpevole, ma pazzo» e Vittoria, negli anni seguenti, incoraggiò l'introduzione della formula «colpevole, ma pazzo».
Il 17 marzo dell'anno seguente Vittoria cadde dalle scale a Windsor e da quel momento incominciò a soffrire di reumatismi, mentre dieci giorni dopo l'incidente si spense John Brown, lasciando la regina nell'amarezza più totale.
I conflitti di Vittoria con Gladstone continuarono durante gli anni a seguire. Fu costretta ad accettare le sue proposte di riforma della legge elettorale, incluso il Representation of the People Act 1884, che aumentò considerevolmente il numero degli elettori. Il governo Gladstone cadde nel 1885 e venne rimpiazzato dal conservatore lord Salisbury. Gladstone tornò al potere l'anno successivo e introdusse l'Irish Home Rule Bill, 1886, che garantiva una legislazione separata all'Irlanda. Vittoria si oppose a questo provvedimento, che riteneva minasse l'autorità dell'Impero. Quando il Bill non venne ratificato dalla Camera dei comuni, Gladstone si dimise e la regina conferì l'incarico di primo ministro a lord Salisbury.

### Ultimi anni

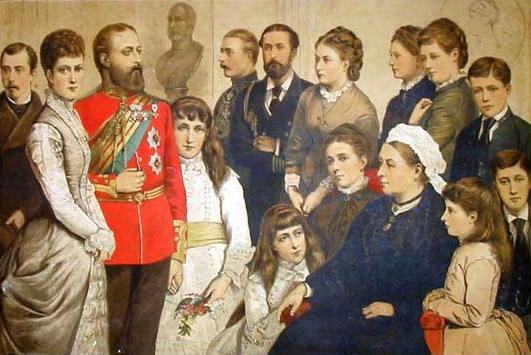
La famiglia reale, stampa basata su un dipinto di J. Archer, ca. 1880

Nel 1887 il Regno Unito festeggiava il Golden Jubilee (50 anni di regno). Vittoria celebrò il 20 giugno 1887 il cinquantesimo anniversario dell'ascesa al trono con un banchetto a cui parteciparono 50 fra re e principi europei; il giorno dopo prese parte a una processione che, nelle parole di Mark Twain, «andava da orizzonte a orizzonte». In quei giorni Vittoria giunse probabilmente all'apice della sua popolarità (la morte di Brown aveva sopito i pettegolezzi sulla sua vita privata e questo aveva reso Vittoria un vero e proprio simbolo morale).
Due giorni dopo, il 23 giugno assunse due musulmani indiani come camerieri, uno dei quali era Abdul Karim. Fu presto promosso a "Munshi": le insegnava la lingua indostana e faceva l'impiegato. La sua famiglia e i servitori furono inorriditi e accusarono Abdul Karim di fare la spia per la Lega Patriottica Musulmana e di influenzare la regina contro gli Hindu. Equerry Frederick Ponsonby (il figlio di Sir Henry) scoprì che il Munshi aveva mentito sui suoi genitori, e riferì a lord Elgin, Viceré dell'India, che "il Munshi occupa proprio la stessa posizione che era di John Brown". Vittoria respinse le loro lamentele come pregiudizi razziali. Abdul Karim rimase al suo servizio finché alla sua morte tornò in India con una pensione.

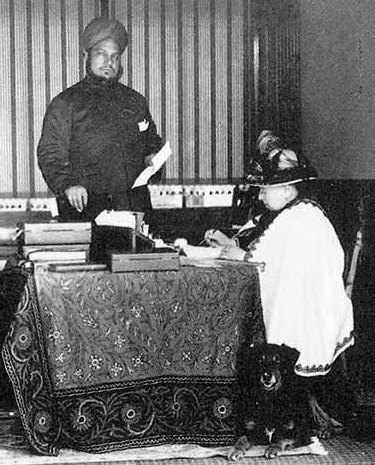
Vittoria e Abdul Karim, fotografia

Vittoria dovette accettare ancora una volta il governo di William Ewart Gladstone, nel 1892. Nel 1894, quando ancora una volta l'Irish Home Rule Bill non venne approvato, Gladstone si ritirò e venne rimpiazzato dal liberale imperialista lord Rosebery. A lui successe nel 1895 lord Salisbury che rimase in carica fino alla morte della regina.
Nel settembre 1896 Vittoria superò quanto a longevità sul trono ogni altro monarca inglese, scozzese o britannico (in epoca successiva il primato fu battuto da Elisabetta II). Su richiesta della regina ogni manifestazione pubblica dovette essere posticipata al 1897, per il Diamond Jubilee (60 anni di regno). Il Ministro per le Colonie Joseph Chamberlain propose che i festeggiamenti per il sessantennale fossero estesi a tutto l'Impero e così fu disposto l'invito a parteciparvi anche ai primi ministri dei dominion insieme con le rispettive famiglie. Inoltre la rivista cui presiedette la regina includeva truppe di ogni colonia britannica e protettorato, assieme ai reparti inviati dai principi indiani (che erano subordinati alla regina in quanto Imperatrice d'India). Le celebrazioni del Diamond Jubilee furono segnate da grandi dimostrazioni d'affetto per la settantottenne regina che da allora fu costretta su una sedia a rotelle.
Durante gli ultimi anni di Vittoria il Regno Unito fu coinvolto nella guerra boera, che ricevette il supporto entusiastico della regina la quale, nell'aprile del 1900, decise di recarsi in Irlanda riconoscendo il contributo dato dagli irlandesi al conflitto, mentre nel giugno dello stesso anno si spense il principe Alfred, secondo figlio maschio della regina.

### Morte e successione

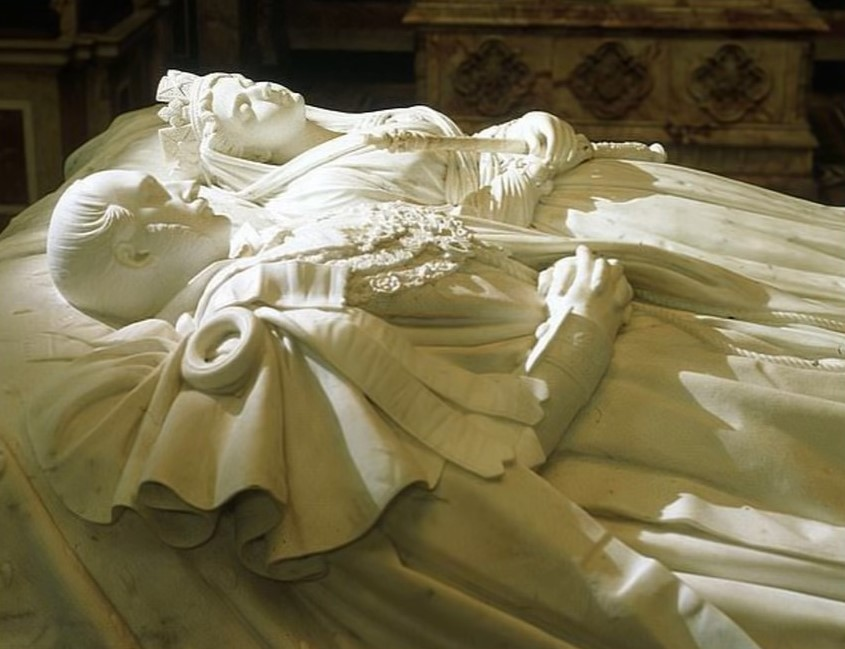
Tomba della regina Vittoria e del principe Alberto, Frogmore House

Seguendo un'usanza che mantenne durante tutta la sua vedovanza, Vittoria trascorse tutti i Natali a Osborne House (il cui restauro era stato progettato dal principe Alberto in persona) all'Isola di Wight. Ormai anziana, spesso confusa e gravemente minata dai reumatismi, la regina morì alle 18:30 del 22 gennaio 1901, dopo un regno di 63 anni, 7 mesi e 2 giorni. Una delle ultime persone ad assistere la Regina sul suo letto di morte fu il Kaiser Guglielmo II, suo nipote, il quale alla notizia dell'aggravarsi delle condizioni della nonna si era recato immediatamente in Inghilterra per assisterla nei suoi ultimi momenti. I suoi funerali furono celebrati il 2 febbraio e, dopo due giorni di lutto nazionale, venne tumulata al Mausoleo Frogmore accanto al marito.
A Vittoria succedette il primogenito, principe di Galles, che regnò con il nome di Edoardo VII e che fu incoronato il 9 agosto 1902.
La morte di Vittoria segnò la fine della dinastia degli Hannover, appartenendo re Edoardo VII, come suo padre, il principe Alberto, alla Casa Reale dei Sassonia-Coburgo-Gotha. Il figlio di Edoardo VII e suo successore, Giorgio V, cambiò il nome del casato in Windsor, dal suono più inglese, durante la prima guerra mondiale, in quanto il nome dei Sassonia-Coburgo-Gotha era troppo vicino a quello del nemico e cugino Kaiser Guglielmo II (anch'egli nipote della regina Vittoria).

## Eredità

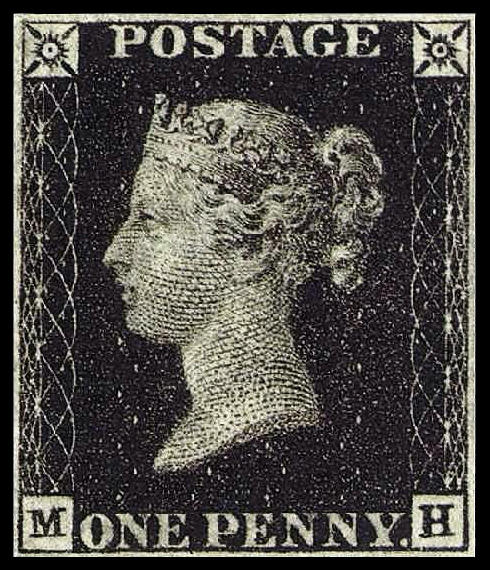
Penny Black, il primo francobollo al mondo, con l'effigie della regina Vittoria, 1 maggio 1840

La regina Vittoria fu la prima monarca britannica moderna. I precedenti sovrani avevano avuto un ruolo molto più attivo di lei nel governo del Paese. Una serie di riforme videro l'aumento del potere della Camera dei Comuni a scapito della Camera dei Lord e della Corona stessa, con il ruolo del monarca sempre più simbolico dell'unione del Paese. Dal regno di Vittoria in avanti il monarca aveva, usando le parole di Walter Bagehot, "il diritto di essere consultato, il diritto di consigliare e il diritto di avvisare".
La monarchia di Vittoria divenne più simbolica che politica, con forte enfasi sulla moralità e sui valori della famiglia, in contrasto con gli scandali sessuali, finanziari e personali legati ai precedenti membri della famiglia degli Hannover che avevano portato discredito alla monarchia. Il regno di Vittoria creò per i britannici il concetto di 'monarchia di famiglia' in cui anche la crescente (anche di importanza) classe media potesse identificarsi.
Vittoria fu la prima portatrice conosciuta di emofilia e di porfiria nella famiglia reale, per verosimile mutazione spontanea, ma potrebbe anche avere ereditato l'allele emofiliaco A da sua madre. L'emofilia per questo motivo è anche nota come "emofilia reale". Si mormora anche che il duca di Kent non fosse il padre biologico della regina, ma che invece sia stata figlia del segretario personale di sua madre, ritenuto l'amante di lei, l'irlandese John Conroy. Mentre ci sono prove della relazione fra la duchessa di Kent e sir Conroy (Vittoria stessa dichiarò al duca di Wellington di essere stata testimone di un incontro fra i due), la storia medica di Conroy non mostra segni di emofilia nella sua famiglia.
Comunque, portatrice sana, lei passò la malattia ad almeno tre dei suoi figli, di cui un maschio malato e due portatrici certe. Il più famoso emofilico della sua discendenza fu il suo bisnipote, il piccolo zarevic Alessio Romanov, ma vi sono anche: Federico, zio materno dello zarevic Alessio Romanov; il principe Leopoldo, duca di Albany; la zia materna dello zarevic Alessio Romanov, principessa Irene d'Assia e del Reno era anch'essa una portatrice del gene e, attraverso il suo matrimonio con il cugino Enrico di Prussia, portò l'emofilia nel ramo cadetto della famiglia reale prussiana. La principessa Vittoria Eugenia di Battenberg, un'altra nipote della regina Vittoria e prima cugina di Alessandra Feodorovna, madre dello zarevic Alessio Romanov, fu anch'essa una portatrice del gene dell'emofilia: sposò il re Alfonso XIII di Spagna e due dei suoi figli nacquero emofiliaci.
La regina Vittoria fu impopolare durante i primi anni della vedovanza, ma divenne estremamente amata durante gli anni ottanta e novanta del XIX secolo. Nel 2002 la BBC condusse una ricerca sui 100 britannici più importanti e Vittoria ottenne il diciottesimo posto.
Le innovazioni che furono introdotte durante il Regno di Vittoria includono: il francobollo (il primo dei quali fu il celeberrimo Penny Black, prodotto nel 1840 e riproducente un'immagine della regina) e il trasporto ferroviario (negli anni '40 dell'Ottocento divampò la "Railway Mania").

### Luoghi dedicati a Vittoria

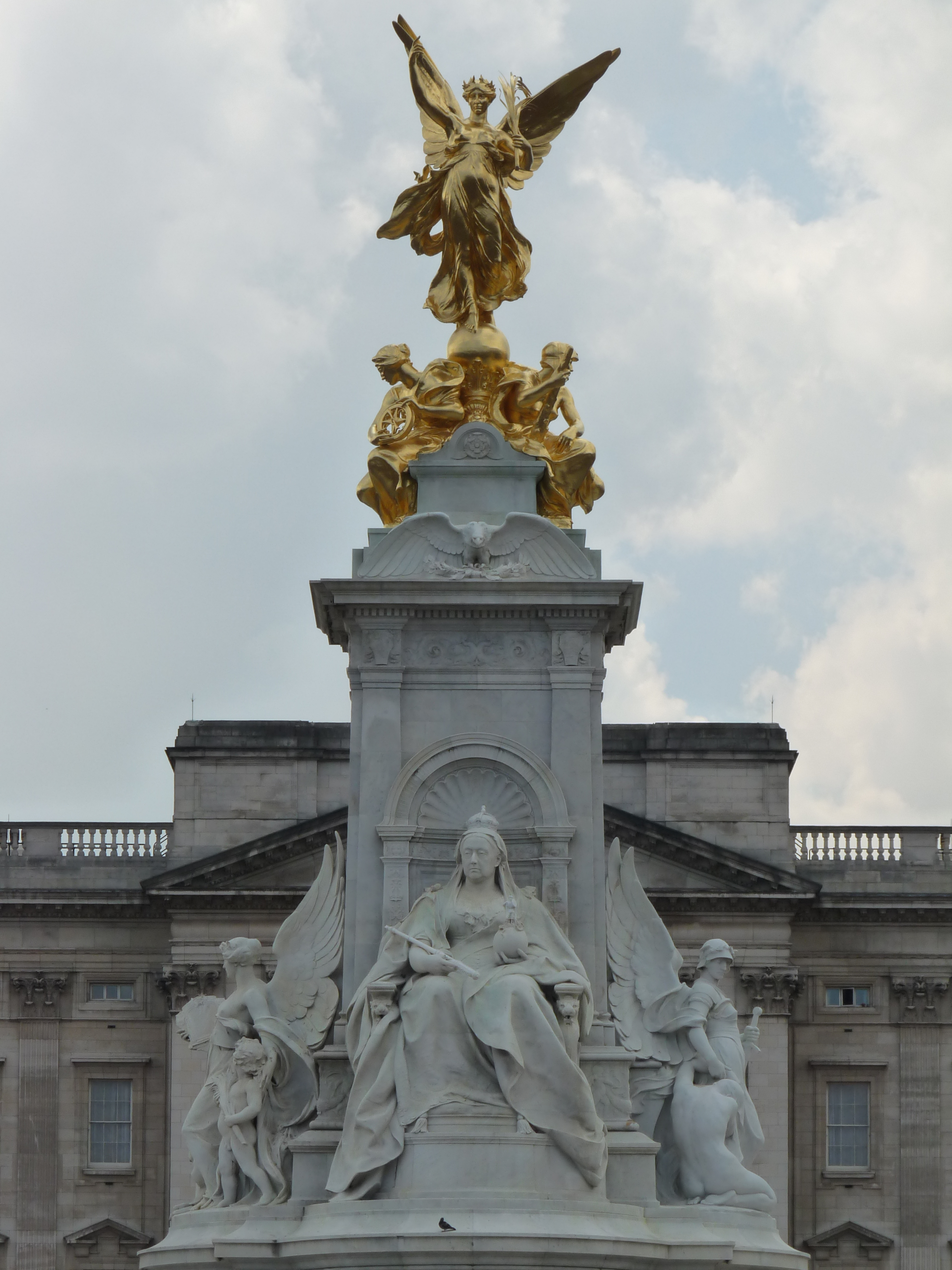
Aston Webb, Victoria Memorial, 1906-1924, Londra

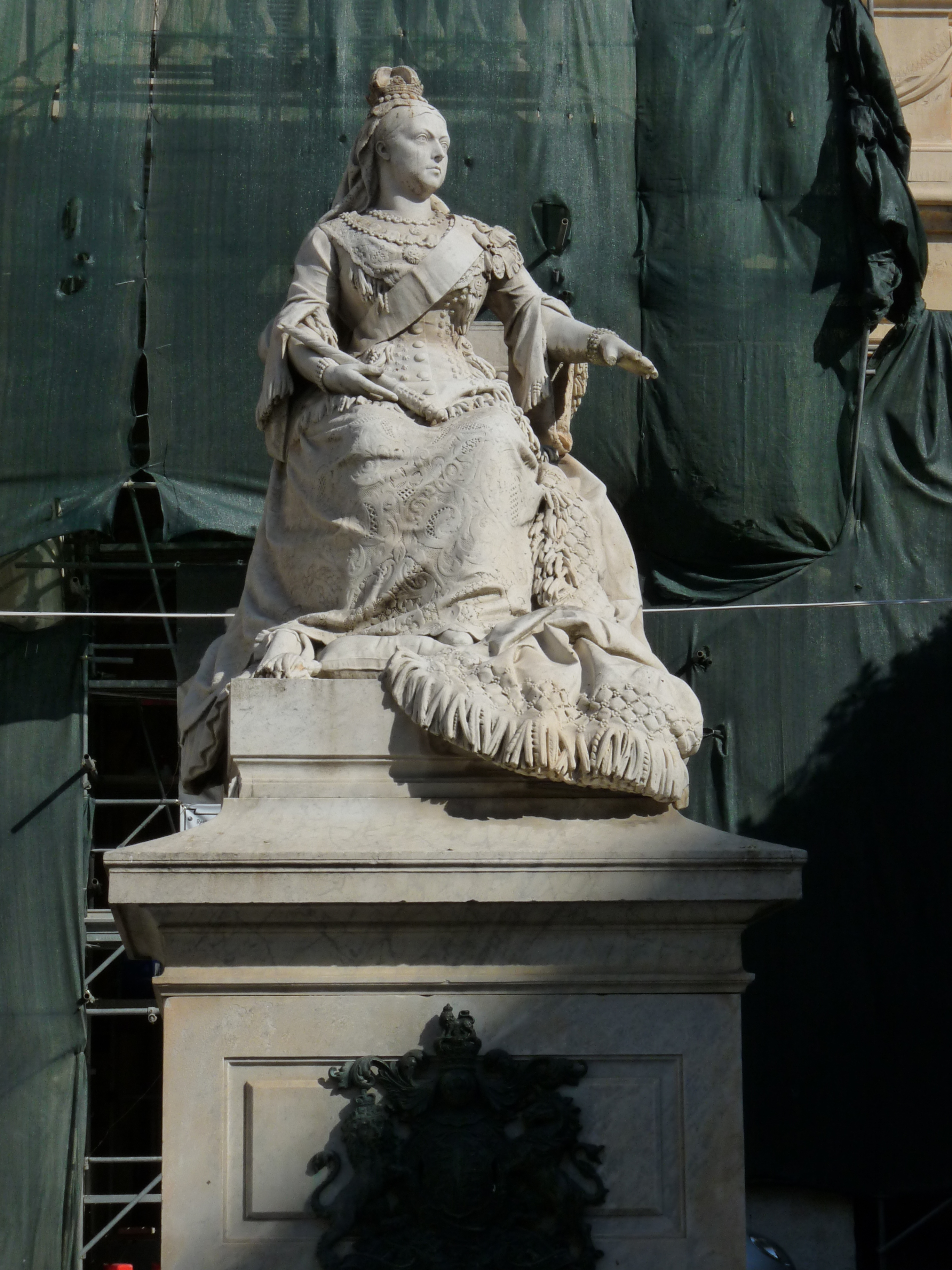
Statua della regina Vittoria, La Valletta, Malta

Molti luoghi sono stati dedicati alla memoria di Vittoria, tra cui lo Stato australiano di Victoria, la capitale della Columbia Britannica, Victoria, e quella della provincia canadese di Saskatchewan, Regina. Inoltre la città di Port Victoria, capitale delle Seychelles, il lago Vittoria, il più grande lago africano, e le Cascate Vittoria, le più grandi al mondo, devono il loro nome alla sovrana britannica.

### Monumenti a Vittoria
La regina Vittoria rimane il monarca britannico più commemorato nella storia, con statue che vennero erette in sua memoria in tutto l'impero. La statua più grande è quella di fronte a Buckingham Palace che fu eretta come parte del rifacimento della facciata del palazzo un decennio dopo la sua morte.
La statua che ha avuto una storia più controversa è quella che fu eretta a Kildare Street davanti a Leinster House a Dublino, l'allora quartier generale della Royal Dublin Society. Fu inaugurata da Edoardo VII. Nel 1924, dopo avere affittato la proprietà per scopi parlamentari, il palazzo fu comprato e convertito nella sede del Dail Eireann, il parlamento dello Stato Libero d'Irlanda. Dopo molte discussioni sull'opportunità di avere di fronte alla sede del parlamento una statua della Regina della carestia, la statua venne spostata nel 1947. Dopo decenni di declino la statua fu regalata all'Australia negli anni ottanta.
Un monumento molto significativo è quello eretto a Calcutta, il Victoria Memorial Hall: una grande costruzione in marmo, progettata secondo uno stile che si rifà al Rinascimento italiano ma anche all'impero moghul, circondata da giardini e inaugurata nel 1921.
Va citata la statua della regina a La Valletta, capitale dell'isola di Malta, al centro dell'omonima piazza.
A Nizza (Francia), nella zona collinare di boulevard de Cimiez, si trova il Palais Regina, lo storico ex hotel dell’Ottocento Excelsior Regina Palace, progettato dall’architetto Biasini, in cui la regina Vittoria ha soggiornato. La Regina vi giunse per la prima volta nell’autunno del 1897, quando era stato appena inaugurato. Si dice che settanta stanze dell’hotel fossero esclusivamente riservate alla regina Vittoria e al suo personale. Nella zona antistante il Palais Regina vi è una statua in marmo bianco che rappresenta la regina Vittoria che riceve dei fiori da alcune ragazze.
Anche a Mentone in Francia è presente un memoriale di Vittoria nella piazzetta omonima, Square Victoria. Costruito in marmo e bronzo fu inaugurato nel 1939 per poi essere distrutto dalle truppe italiane occupanti durante il secondo conflitto mondiale. Nel 1945 la cittadinanza decise di ricostruirlo; fu commissionato allo scultore francese Joseph Gazan e inaugurato nel 1960.

### Filmografia
Il personaggio della regina Vittoria è apparso in numerosi film, tra di essi si può ricordare The Young Victoria, del 2009 diretto da Jean-Marc Vallée e con Emily Blunt nelle vesti della regina, vincitore del premio Oscar 2010 per i migliori costumi; Vittoria e Abdul del 2017 e diretto da Stephen Frears, basato sull'omonimo libro di Shrabani Basu, il film racconta la storia vera dell'amicizia tra la regina Vittoria e il suo segretario indiano Abdul Karim. Da agosto 2016 è stata trasmessa la serie televisiva Victoria con Jenna Coleman che interpreta la protagonista.

## Discendenza
Vittoria e Alberto ebbero nove figli, otto dei quali sposarono membri di famiglie reali europee e una, la principessa Luisa, sposò un duca scozzese.
- Vittoria (21 novembre 1840 - 5 agosto 1901). Sposa, nel 1858, Federico III di Germania; ebbero otto figli
- Edoardo VII (9 novembre 1841 - 6 maggio 1910). Sposa, nel 1863, Alessandra di Danimarca; ebbero sei figli
- Alice (25 aprile 1843 - 14 dicembre 1878) Sposa, nel 1862, Luigi IV d'Assia; ebbero sette figli
- Alfredo (6 agosto 1844 - 31 luglio 1900). Sposa, nel 1874, Marija Aleksandrovna Romanova; ebbero sei figli
- Elena (25 maggio 1846 - 9 giugno 1923). Sposa, nel 1866, Cristiano di Schleswig-Holstein; ebbero sei figli
- Luisa (18 marzo 1848 - 3 dicembre 1939). Sposa, nel 1871, John Campbell; non ebbero figli
- Arturo (1º maggio 1850 - 16 gennaio 1942). Sposa, nel 1879, Luisa Margherita di Prussia; ebbero tre figli
- Leopoldo (7 aprile 1853 - 28 marzo 1884). Sposa, nel 1882, Elena di Waldeck e Pyrmont; ebbero due figli
- Beatrice (14 aprile 1857 - 26 ottobre 1944). Sposa, nel 1885, Enrico di Battenberg; ebbero quattro figli, di cui due maschi affetti da emofilia e una femmina portatrice sana

### Discendenza reale della regina Vittoria
Vittoria fu una figura di rilievo del panorama internazionale del suo tempo, non solo come rappresentante dell'influenza dell'Impero britannico, ma anche per i legami familiari capillarmente ramificati in tutta Europa che le fecero guadagnare il soprannome di "nonna d'Europa". Un esempio di quanto descritto trova conferma nei legami parentali che tre dei maggiori regnanti coinvolti nella prima guerra mondiale, su lati opposti, espressero:
- il Kaiser Guglielmo II di Germania era figlio della figlia Vittoria;
- re Giorgio V del Regno Unito era figlio del figlio Edoardo;
- lo zar Nicola II di Russia era sposato con Aleksandra Fëdorovna Romanova, figlia della figlia Alice.

Altre sue nipoti sedevano come regine consorti sui troni di Grecia, Norvegia, Svezia, Jugoslavia, Croazia e Romania.
Agli inizi del XXI secolo quasi tutti i regnanti europei sono discendenti di Vittoria: Carlo III del Regno Unito, Filippo VI di Spagna, Federico X di Danimarca, Harald V di Norvegia e Carlo XVI Gustavo di Svezia. Sono pure suoi discendenti l'ultimo kaiser Guglielmo II di Germania e gli ex re Costantino II di Grecia, Pietro II di Jugoslavia e Michele I di Romania.
|                                       |                                       |                            |                            |                                          |                                          |                                    |                                    |                                 |                               |                                  |                                  |                              |                              |                               |                               |                                  |                                  |                                           |                                           |                                 |                                                    |                                                    |                         |                                         |                                         |                                     |                                     |                                   |                                     |                                         |                                         |                                |                                |                                         |                                         |                                            |                                            |
|                                       |                                       |                            |                            |                                          |                                          |                                    |                                    |                                 |                               |                                  |                                  |                              |                              |                               |                               |                                  |                                  |                                           | Vittoria del Regno Unito                  |                                 |                                                    |                                                    |                         |                                         |                                         |                                     |                                     |                                   |                                     |                                         |                                         |                                |                                |                                         |                                         |                                            |                                            |
|                                       |                                       |                            |                            |                                          |                                          |                                    |                                    |                                 |                               |                                  |                                  |                              |                              |                               |                               |                                  |                                  |                                           |                                           |                                 |                                                    |                                                    |                         |                                         |                                         |                                     |                                     |                                   |                                     |                                         |                                         |                                |                                |                                         |                                         |                                            |                                            |
|                                       |                                       |                            |                            |                                          |                                          |                                    |                                    |                                 |                               |                                  |                                  |                              |                              |                               |                               |                                  |                                  |                                           |                                           |                                 |                                                    |                                                    |                         |                                         |                                         |                                     |                                     |                                   |                                     |                                         |                                         |                                |                                |                                         |                                         |                                            |                                            |
|                                       |                                       |                            | Vittoria                   | Vittoria                                 |                                          |                                    |                                    |                                 |                               |                                  |                                  |                              |                              | Edoardo VII del Regno Unito   | Edoardo VII del Regno Unito   |                                  |                                  |                                           |                                           | Alice                           | Alice                                              |                                                    |                         | Alfredo                                 | Alfredo                                 |                                     |                                     |                                   |                                     | Arturo                                  | Arturo                                  |                                |                                | Leopoldo                                | Leopoldo                                | Beatrice                                   | Beatrice                                   |
|                                       |                                       |                            |                            |                                          |                                          |                                    |                                    |                                 |                               |                                  |                                  |                              |                              |                               |                               |                                  |                                  |                                           |                                           |                                 |                                                    |                                                    |                         |                                         |                                         |                                     |                                     |                                   |                                     |                                         |                                         |                                |                                |                                         |                                         |                                            |                                            |
|                                       |                                       |                            |                            |                                          |                                          |                                    |                                    |                                 |                               |                                  |                                  |                              |                              |                               |                               |                                  |                                  |                                           |                                           |                                 |                                                    |                                                    |                         |                                         |                                         |                                     |                                     |                                   |                                     |                                         |                                         |                                |                                |                                         |                                         |                                            |                                            |
| Guglielmo II Imperatore tedesco       | Guglielmo II Imperatore tedesco       |                            |                            |                                          |                                          | Sofia Regina consorte degli Elleni | Sofia Regina consorte degli Elleni |                                 |                               |                                  |                                  |                              | Giorgio V del Regno Unito    | Giorgio V del Regno Unito     |                               | Maud Regina consorte di Norvegia | Maud Regina consorte di Norvegia |                                           | Vittoria d'Assia-Darmstadt                | Vittoria d'Assia-Darmstadt      | Aleksandra Imperatrice consorte di tutte le Russie | Aleksandra Imperatrice consorte di tutte le Russie |                         | Maria Regina consorte di Romania        | Maria Regina consorte di Romania        |                                     |                                     |                                   |                                     | Margherita di Connaught                 | Margherita di Connaught                 |                                |                                | Carlo Edoardo di Sassonia-Coburgo-Gotha | Carlo Edoardo di Sassonia-Coburgo-Gotha | Vittoria Eugenia Regina consorte di Spagna | Vittoria Eugenia Regina consorte di Spagna |
|                                       |                                       |                            |                            |                                          |                                          |                                    |                                    |                                 |                               |                                  |                                  |                              |                              |                               |                               |                                  |                                  |                                           |                                           |                                 |                                                    |                                                    |                         |                                         |                                         |                                     |                                     |                                   |                                     |                                         |                                         |                                |                                |                                         |                                         |                                            |                                            |
|                                       |                                       |                            |                            |                                          |                                          |                                    |                                    |                                 |                               |                                  |                                  |                              |                              |                               |                               |                                  |                                  |                                           |                                           |                                 |                                                    |                                                    |                         |                                         |                                         |                                     |                                     |                                   |                                     |                                         |                                         |                                |                                |                                         |                                         |                                            |                                            |
| Vittoria Luisa di Prussia             | Vittoria Luisa di Prussia             | Giorgio II Re degli Elleni | Giorgio II Re degli Elleni | Alessandro Re degli Elleni               | Alessandro Re degli Elleni               | Elena ⚭ Carlo II di Romania        | Elena ⚭ Carlo II di Romania        | Paolo Re degli Elleni           | Paolo Re degli Elleni         | Irene Regina consorte di Croazia | Irene Regina consorte di Croazia | Edoardo VIII del Regno Unito | Edoardo VIII del Regno Unito | Giorgio VI del Regno Unito    | Giorgio VI del Regno Unito    | Olav V Re di Norvegia            | Olav V Re di Norvegia            | Alice di Battenberg                       | Alice di Battenberg                       | Luisa Regina consorte di Svezia | Luisa Regina consorte di Svezia                    | Carlo II Re di Romania                             | Carlo II Re di Romania  | Elisabetta Regina consorte degli Elleni | Elisabetta Regina consorte degli Elleni | Maria Regina consorte di Jugoslavia | Maria Regina consorte di Jugoslavia |                                   | Ingrid Regina consorte di Danimarca | Ingrid Regina consorte di Danimarca     |                                         | Gustavo Adolfo di Svezia       | Gustavo Adolfo di Svezia       | Sibilla ⚭ Gustavo Adolfo di Svezia      | Sibilla ⚭ Gustavo Adolfo di Svezia      | Giovanni di Borbone-Spagna                 | Giovanni di Borbone-Spagna                 |
|                                       |                                       |                            |                            |                                          |                                          |                                    |                                    |                                 |                               |                                  |                                  |                              |                              |                               |                               |                                  |                                  |                                           |                                           |                                 |                                                    |                                                    |                         |                                         |                                         |                                     |                                     |                                   |                                     |                                         |                                         |                                |                                |                                         |                                         |                                            |                                            |
|                                       |                                       |                            |                            |                                          |                                          |                                    |                                    |                                 |                               |                                  |                                  |                              |                              |                               |                               |                                  |                                  |                                           |                                           |                                 |                                                    |                                                    |                         |                                         |                                         |                                     |                                     |                                   |                                     |                                         |                                         |                                |                                |                                         |                                         |                                            |                                            |
| Federica Regina consorte degli Elleni | Federica Regina consorte degli Elleni |                            |                            | Alessandra Regina consorte di Jugoslavia | Alessandra Regina consorte di Jugoslavia |                                    | Sofia Regina consorte di Spagna    | Sofia Regina consorte di Spagna | Costantino II Re degli Elleni | Costantino II Re degli Elleni    |                                  |                              |                              | Elisabetta II del Regno Unito | Elisabetta II del Regno Unito | Harald V Re di Norvegia          | Harald V Re di Norvegia          | Filippo Principe consorte del Regno Unito | Filippo Principe consorte del Regno Unito |                                 |                                                    | Michele I Re di Romania                            | Michele I Re di Romania |                                         |                                         | Pietro II Re di Jugoslavia          | Pietro II Re di Jugoslavia          | Margherita II Regina di Danimarca | Margherita II Regina di Danimarca   | Anna Maria Regina consorte degli Elleni | Anna Maria Regina consorte degli Elleni | Carlo XVI Gustavo Re di Svezia | Carlo XVI Gustavo Re di Svezia |                                         |                                         | Juan Carlos I Re di Spagna                 | Juan Carlos I Re di Spagna                 |

## Ascendenza
|                                                 |                                               |                                                 | Genitori                                      |  |  | Nonni |  |  | Bisnonni                   |  |  | Trisnonni                   |  |
|                                                 |                                               |                                                 |                                               |  |  |       |  |  | Federico Luigi di Hannover |  |  | Giorgio II di Gran Bretagna |  |
|                                                 |                                               |                                                 |                                               |  |  |       |  |  | Federico Luigi di Hannover |  |  | Giorgio II di Gran Bretagna |  |
|                                                 |                                               | Carolina di Brandeburgo-Ansbach                 |                                               |  |  |       |  |  | Federico Luigi di Hannover |  |  |                             |  |
| Giorgio III del Regno Unito                     |                                               |                                                 |                                               |  |  |       |  |  | Federico Luigi di Hannover |  |  |                             |  |
|                                                 |                                               | Augusta di Sassonia-Gotha-Altenburg             | Federico II di Sassonia-Gotha-Altenburg       |  |  |       |  |  |                            |  |  |                             |  |
|                                                 |                                               | Augusta di Sassonia-Gotha-Altenburg             | Federico II di Sassonia-Gotha-Altenburg       |  |  |       |  |  |                            |  |  |                             |  |
|                                                 |                                               | Augusta di Sassonia-Gotha-Altenburg             | Maddalena Augusta di Anhalt-Zerbst            |  |  |       |  |  |                            |  |  |                             |  |
| Edoardo Augusto di Hannover                     |                                               | Augusta di Sassonia-Gotha-Altenburg             |                                               |  |  |       |  |  |                            |  |  |                             |  |
|                                                 |                                               | Carlo Ludovico Federico di Meclemburgo-Strelitz | Adolfo Federico II di Meclemburgo-Strelitz    |  |  |       |  |  |                            |  |  |                             |  |
|                                                 |                                               | Carlo Ludovico Federico di Meclemburgo-Strelitz | Adolfo Federico II di Meclemburgo-Strelitz    |  |  |       |  |  |                            |  |  |                             |  |
|                                                 |                                               | Carlo Ludovico Federico di Meclemburgo-Strelitz | Cristiana Emilia di Schwarzburg-Sondershausen |  |  |       |  |  |                            |  |  |                             |  |
| Carlotta di Meclemburgo-Strelitz                |                                               | Carlo Ludovico Federico di Meclemburgo-Strelitz |                                               |  |  |       |  |  |                            |  |  |                             |  |
|                                                 |                                               | Elisabetta Albertina di Sassonia-Hildburghausen | Ernesto Federico I di Sassonia-Hildburghausen |  |  |       |  |  |                            |  |  |                             |  |
|                                                 |                                               | Elisabetta Albertina di Sassonia-Hildburghausen | Ernesto Federico I di Sassonia-Hildburghausen |  |  |       |  |  |                            |  |  |                             |  |
|                                                 |                                               | Elisabetta Albertina di Sassonia-Hildburghausen | Sofia Albertina di Erbach-Erbach              |  |  |       |  |  |                            |  |  |                             |  |
| Vittoria del Regno Unito                        |                                               | Elisabetta Albertina di Sassonia-Hildburghausen |                                               |  |  |       |  |  |                            |  |  |                             |  |
|                                                 | Ernesto Federico di Sassonia-Coburgo-Saalfeld | Francesco Giosea di Sassonia-Coburgo-Saalfeld   |                                               |  |  |       |  |  |                            |  |  |                             |  |
|                                                 | Ernesto Federico di Sassonia-Coburgo-Saalfeld | Francesco Giosea di Sassonia-Coburgo-Saalfeld   |                                               |  |  |       |  |  |                            |  |  |                             |  |
|                                                 | Ernesto Federico di Sassonia-Coburgo-Saalfeld | Anna Sofia di Schwarzburg-Rudolstadt            |                                               |  |  |       |  |  |                            |  |  |                             |  |
| Francesco Federico di Sassonia-Coburgo-Saalfeld | Ernesto Federico di Sassonia-Coburgo-Saalfeld |                                                 |                                               |  |  |       |  |  |                            |  |  |                             |  |
|                                                 |                                               | Sofia Antonia di Brunswick-Wolfenbüttel         | Ferdinando Alberto II di Brunswick-Lüneburg   |  |  |       |  |  |                            |  |  |                             |  |
|                                                 |                                               | Sofia Antonia di Brunswick-Wolfenbüttel         | Ferdinando Alberto II di Brunswick-Lüneburg   |  |  |       |  |  |                            |  |  |                             |  |
|                                                 |                                               | Sofia Antonia di Brunswick-Wolfenbüttel         | Antonietta Amalia di Brunswick-Wolfenbüttel   |  |  |       |  |  |                            |  |  |                             |  |
| Vittoria di Sassonia-Coburgo-Saalfeld           |                                               | Sofia Antonia di Brunswick-Wolfenbüttel         |                                               |  |  |       |  |  |                            |  |  |                             |  |
|                                                 |                                               | Enrico XXIV di Reuss-Ebersdorf                  | Enrico XXIII di Reuss-Ebersdorf               |  |  |       |  |  |                            |  |  |                             |  |
|                                                 |                                               | Enrico XXIV di Reuss-Ebersdorf                  | Enrico XXIII di Reuss-Ebersdorf               |  |  |       |  |  |                            |  |  |                             |  |
|                                                 |                                               | Enrico XXIV di Reuss-Ebersdorf                  | Sofia Teodora di Castell-Remlingen            |  |  |       |  |  |                            |  |  |                             |  |
| Augusta di Reuss-Ebersdorf                      |                                               | Enrico XXIV di Reuss-Ebersdorf                  |                                               |  |  |       |  |  |                            |  |  |                             |  |
|                                                 |                                               | Carolina Ernestina di Erbach-Schönberg          | Giorgio Augusto di Erbach-Schönberg           |  |  |       |  |  |                            |  |  |                             |  |
|                                                 |                                               | Carolina Ernestina di Erbach-Schönberg          | Giorgio Augusto di Erbach-Schönberg           |  |  |       |  |  |                            |  |  |                             |  |
|                                                 |                                               | Carolina Ernestina di Erbach-Schönberg          | Ferdinanda Enrichetta di Stolberg-Gedern      |  |  |       |  |  |                            |  |  |                             |  |
|                                                 |                                               | Carolina Ernestina di Erbach-Schönberg          |                                               |  |  |       |  |  |                            |  |  |                             |  |

### Ascendenza patrilineare
BONIFACI→Obertenghi→Este→Welfen→Braunschweig I→Lüneburg II→Lüneburg III→Hannover
1. Riccobaldo di Lucca
2. Bonifacio I, conte di Lucca (VIII secolo-823)
3. Bonifacio II, conte di Lucca (788 - ~847)
4. Adalberto I, Marchese di Toscana (~820 - ~884)
5. Adalberto II, Marchese di Toscana (†915)
6. Guido di Tuscia, Marchese di Toscana (†929)
Bonifaci→OBERTENGHI→Este→Welfen→Braunschweig I→Lüneburg II→Lüneburg III→Hannover
7. Adalberto III, Marchese di Milano (†951)
8. Oberto I, Marchese di Milano (912-975)
9. Oberto II, Marchese di Milano (940-1017)
10. Alberto Azzo I, Marchese di Milano (970-1029)
Bonifaci→Obertenghi→ESTE→Welfen→Braunschweig I→Lüneburg II→Lüneburg III→Hannover
11. Alberto Azzo II d'Este, Marchese d'Este (1009 1097)
Bonifaci→Obertenghi→Este→WELFEN→Braunschweig I→Lüneburg II→Lüneburg III→Hannover
12. Guelfo I, Duca di Baviera (1037-1101)
13. Enrico IX, Duca di Baviera (1074-1126)
14. Enrico X, Duca di Baviera (1108-1139)
15. Enrico XII, Duca di Baviera (1129-1195)
16. Guglielmo di Winchester, signore di Lüneburg (1184-1213)
17. Ottone I, Duca di Brunswick-Lüneburg (1204-1252)
Bonifaci→Obertenghi→Este→Welfen→BRAUNSCHWEIG I→Lüneburg II→Lüneburg III→Hannover
18. Alberto I, Duca di Brunswick-Lüneburg (1236-1279)
19. Alberto II, Duca di Brunswick-Lüneburg (1268-1318)
20. Magnus I, Duca di Brunswick-Lüneburg (1304-1369)
21. Magnus II, Duca di Brunswick-Lüneburg (1328-1373)
Bonifaci→Obertenghi→Este→Welfen→Braunschweig I→LÜNEBURG II→Lüneburg III→Hannover
22. Bernardo I, Duca di Brunswick-Lüneburg (1362-1434)
23. Federico II, Duca di Brunswick-Lüneburg (1408-1478)
24. Ottone IV, Duca di Brunswick-Lüneburg (1439-1471)
25. Enrico VII, Duca di Brunswick-Lüneburg (1468-1532)
26. Ernesto I, Duca di Brunswick-Lüneburg (1497-1546)
Bonifaci→Obertenghi→Este→Welfen→Braunschweig I→Lüneburg II→LÜNEBURG III→Hannover
27. Guglielmo VI, Duca di Brunswick-Lüneburg (1535-1592)
28. Giorgio, Duca di Brunswick-Lüneburg (1582-1641)
Bonifaci→Obertenghi→Este→Welfen→Braunschweig I→Lüneburg II→Lüneburg III→HANNOVER
29. Ernesto Augusto, Principe di Calenberg (1629-1698)
30. Giorgio I, Re di Gran Bretagna e d'Irlanda (1660-1727)
31. Giorgio II, Re di Gran Bretagna e d'Irlanda (1683-1760)
32. Federico Luigi, Principe di Galles (1707-1751)
33. Giorgio III del Regno Unito, Re del Regno Unito di Gran Bretagna e Irlanda (1738-1820)
34. Edoardo Augusto, Duca di Kent e Strathearn (1767-1820)
35. Vittoria

Este
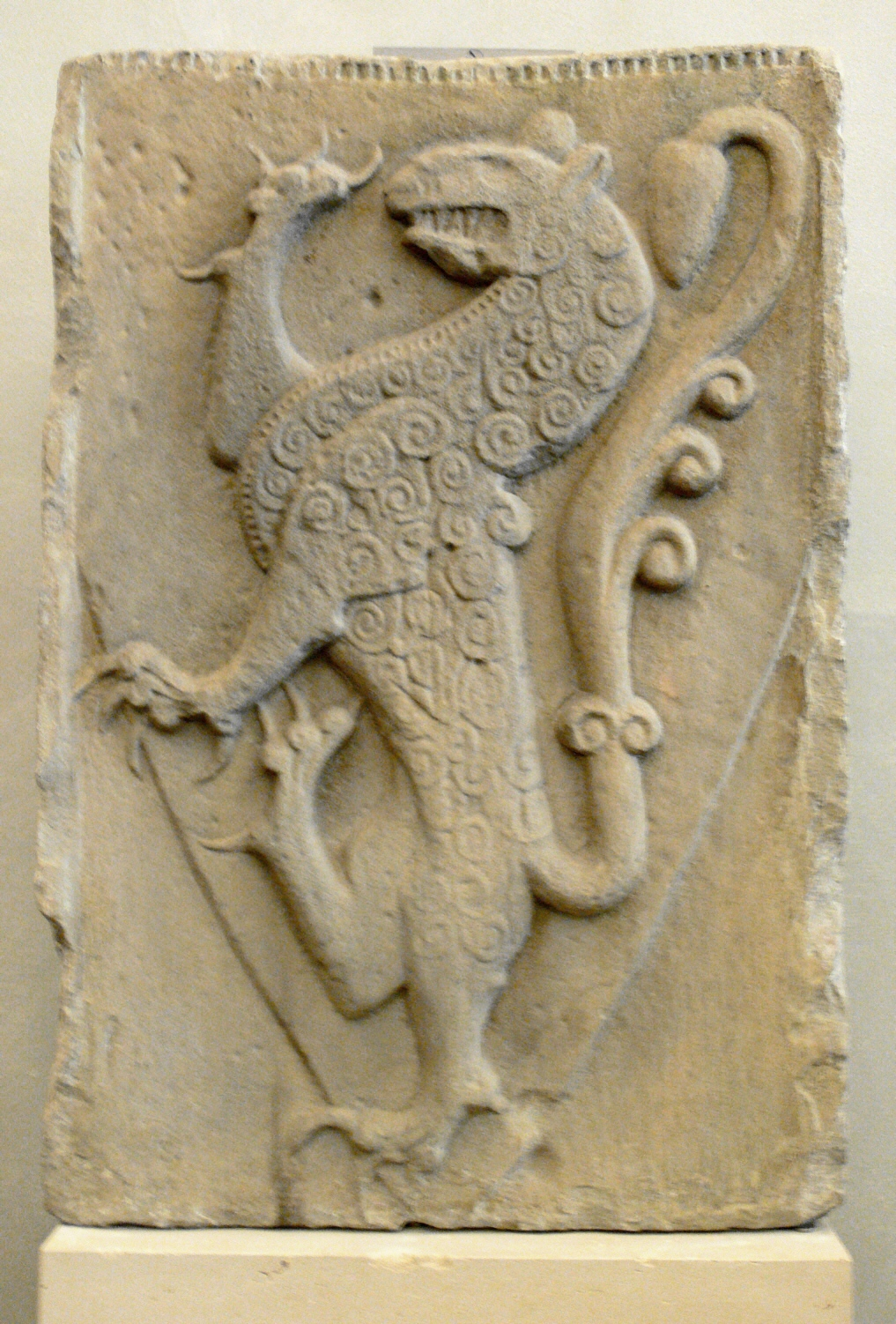
Welfen
Brunswick-Lüneburg
Hannover
Regno Unito

## Nome e stendardo
Il primo nome ufficiale come monarca fu "Vittoria Regina, per Grazia di Dio, del Regno Unito di Gran Bretagna e Irlanda, Difensore della Fede". La frase "Imperatrice d'India" fu aggiunta nel 1876.
Lo stendardo di Vittoria è così formato: Inquartato; I e IV quarto: di rosso ai tre leoni passanti d'oro (per l'Inghilterra); II quarto: d'oro al leone rampante di rosso con bordo fiorito e controfiorito pure di rosso (per la Scozia); III quarto: d'azzurro all'arpa d'oro con corde d'argento (per l'Irlanda).
Questo stendardo è stato utilizzato da ogni sovrano britannico da Vittoria in poi.

Stendardo reale britannico
Monogramma di Vittoria
Monogramma di Vittoria e Alberto